# 御堂筋
御堂筋（みどうすじ）は、大阪市の都心部を南北に縦断する街路。国道25号（国道26号・国道165号を重複）および国道176号の各一部に指定されている。現代大阪における南北の大都市基軸幹線、メインストリートである。

## 概要

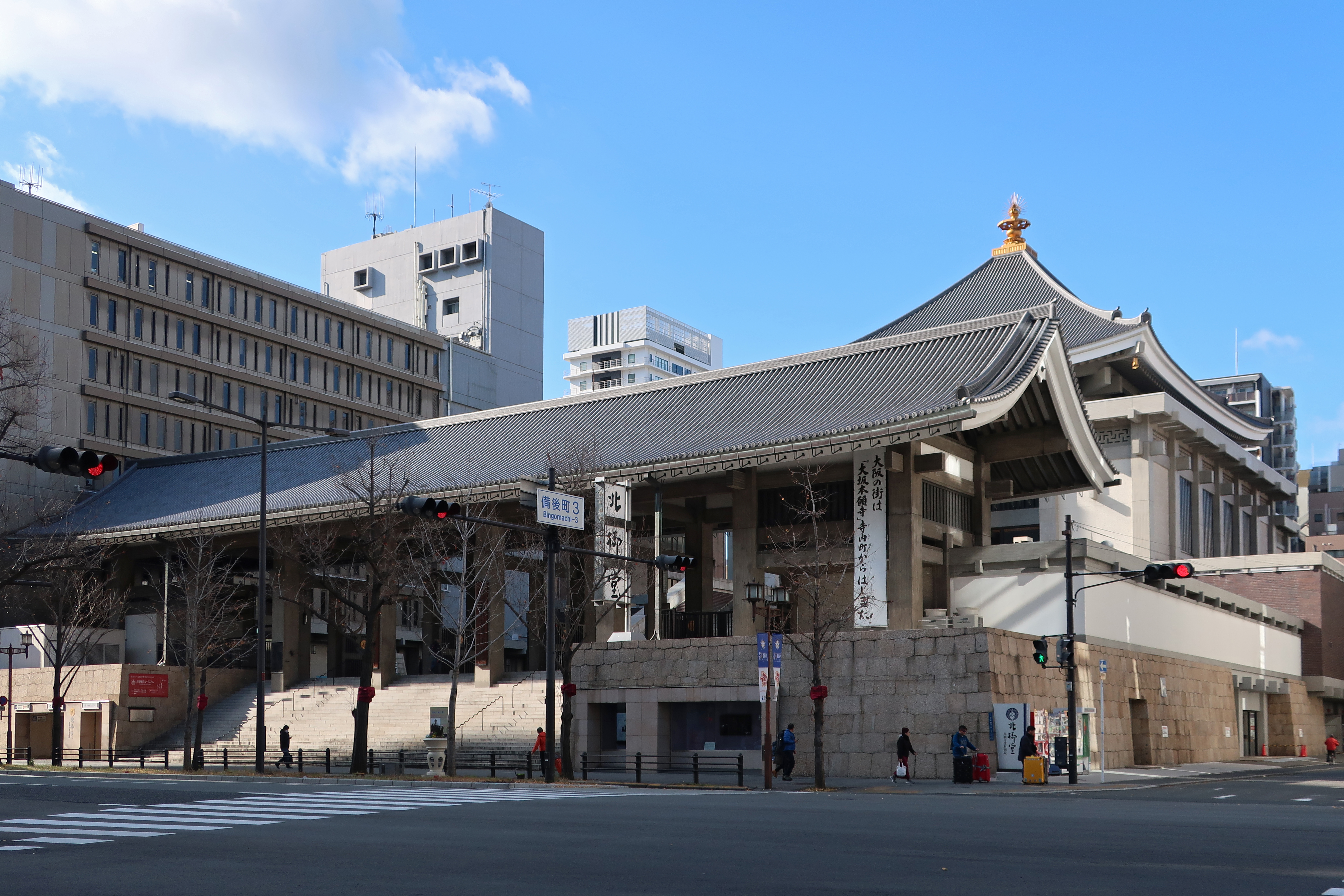
北御堂 大階段を上がっていくと 相愛学園の校舎に辿り着く

名称は北御堂（西本願寺津村別院）と南御堂（東本願寺難波別院）の2つの寺院が沿道にあることに由来する。1920年代から30年代にかけて大阪市が堺筋に代わる新たな目抜き通りとして整備・拡張を行い、同時期に地下には日本初の公営地下鉄であるOsaka Metro御堂筋線の建設を行った。現在では地下鉄御堂筋線は大阪における鉄道の大動脈を担うまでに成長し、大阪市による地下鉄建設や道路整備により御堂筋沿道は大阪の商業・ビジネスの中心地として発展している。
キタの玄関口である梅田とミナミの玄関口である難波を船場・島之内経由で直線的に結ぶ、全長4,027メートル (m)、幅43.6メートル（24間）（ただし、大江橋と淀屋橋はいずれも幅36.5メートル）、全6車線の幹線道路で、日本の道100選の一つ。交通量が増加したため1970年、大阪万博の開催を機に国道1号・国道2号と交差する梅田新道交差点より南の全車線が南行きの一方通行となる。平日の昼12時間の交通量は、自動車28,000 - 38,000台、歩行者10,000 - 26,000人となっている。

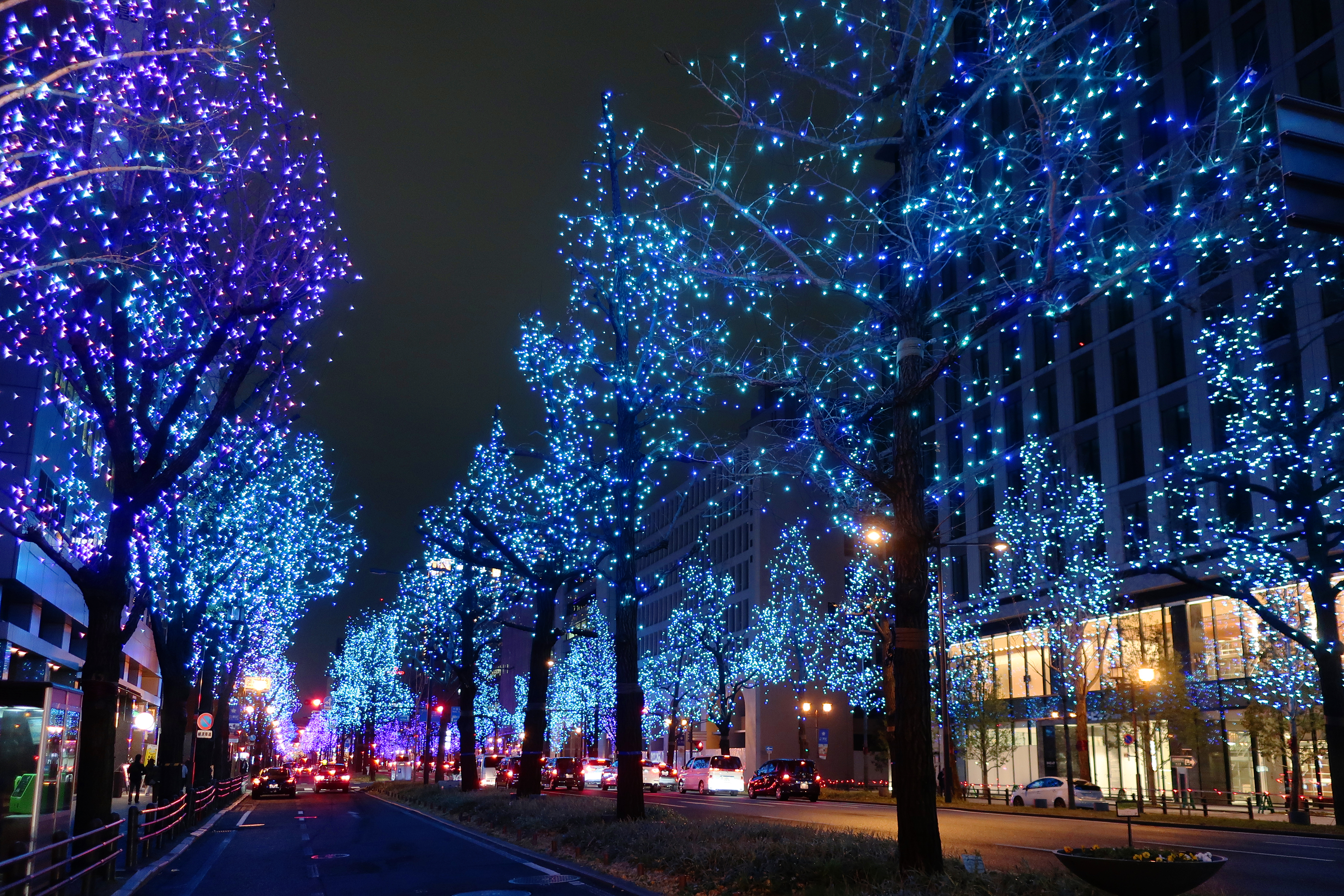
淀屋橋駅付近の「御堂筋イルミネーション」

淀屋橋・中之島界隈は銀行や企業の本支店が集中するビジネスの中枢（中心業務地区〈CBD〉）であり、心斎橋界隈には高級ブランド店の路面店や老舗百貨店の大丸などが集積している。かつて御堂筋の沿道には百尺規制が適用され、ビルの高さが最大31mの統一的な美しいスカイラインを形成していたが、ビルの高度利用の必要性が高まり、1990年代以降は高さ制限は徐々に緩和されている。両側には約970本のイチョウが植えられている。読売新聞社選定の「新・日本街路樹100景」（1994年）の一つにも選定されており、御堂筋のイチョウは大阪市のシンボルとなっている。11月中旬から12月末まで全区間が御堂筋イルミネーションとして木々がLED電球で彩られる。地下にはOsaka Metro御堂筋線の一部区間（梅田駅 - 難波駅）が走行している。

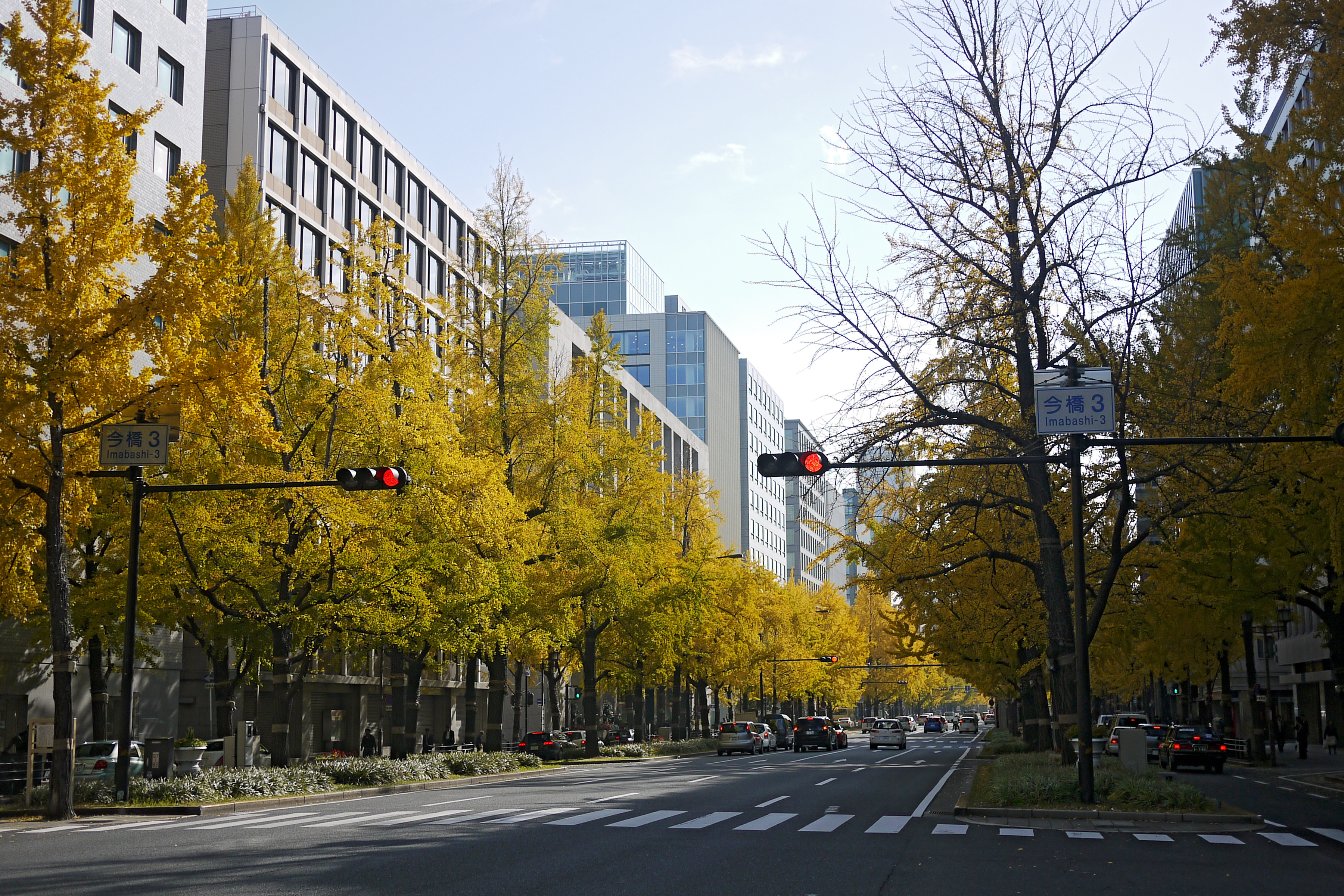
今橋3交差点から南を望む

毎年10月には、1983年から2007年まで御堂筋パレードが開催されていたが、代替イベントとして2008年から2013年まで御堂筋kappo、2014年は御堂筋ジョイふるが開催された。2015年からは御堂筋オータムパーティーが開催されている。
最高速度は平日午前8時～夜間20時が50 km/h、休日と平日の20時～翌朝の8時が60 km/hである。
大阪国際女子マラソンや大阪マラソンなど、大規模なマラソン大会でのコースとして使用されることがある。
路線データ
- 起点：阪神前交点（北区）
- 終点：難波西口交点（中央区）
- 主な経由地：
- 路線延長：4,027 m
- 幅員：43.6 m（6車線）[1]
- 路線番号
  - 国道176号：阪神前 - 梅田新道
  - 国道25号（国道26号と国道165号との重複区間）：梅田新道 - 難波西口
- 指定区間：なし（梅田新道 - 難波西口は2012年4月1日に指定解除）

## 歴史

### 中世から近世
記録上、御堂筋の名が初めて現れるのは1615年（元和元年）、大坂夏の陣の豊臣方残党の追討などを記録した徳島藩の「大坂濫妨人落人改之帳」の中で、捕らえられた男女のうち、男1人の居場所として「御堂筋」と記されているのが最初である。
近世以来、正式に御堂筋と呼ばれた区間は船場のうち淡路町通以南に過ぎず、淡路町通以北は淀屋橋筋と呼ばれていた。これは、淀屋橋から南へ伸びる淀屋橋筋が淡路町通で終わり、西へ少しずれて御堂筋が始まるため、別の道路と見なされていたことによる。御堂筋は淡路町通 - 瓦町通間で南東へ伸びて淀屋橋筋の延長線上へ戻り、瓦町通から南へ伸びていた。淀屋橋筋は淀屋橋（土佐堀川）を渡って中之島へ出ることができ、現在のように一本道ではないが大江橋（堂島川）と蜆橋（曽根崎川）を渡って曾根崎新地へ出ることもできた。一方の御堂筋は長堀川への架橋はなく島之内へ出ることができず、堺筋・心斎橋筋などと比べて見劣りのする、人通りの少ない道であった。

### 都市計画街路の完成

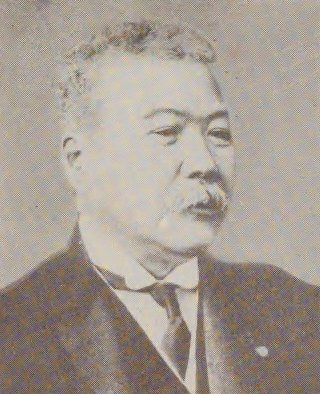
池上四郎

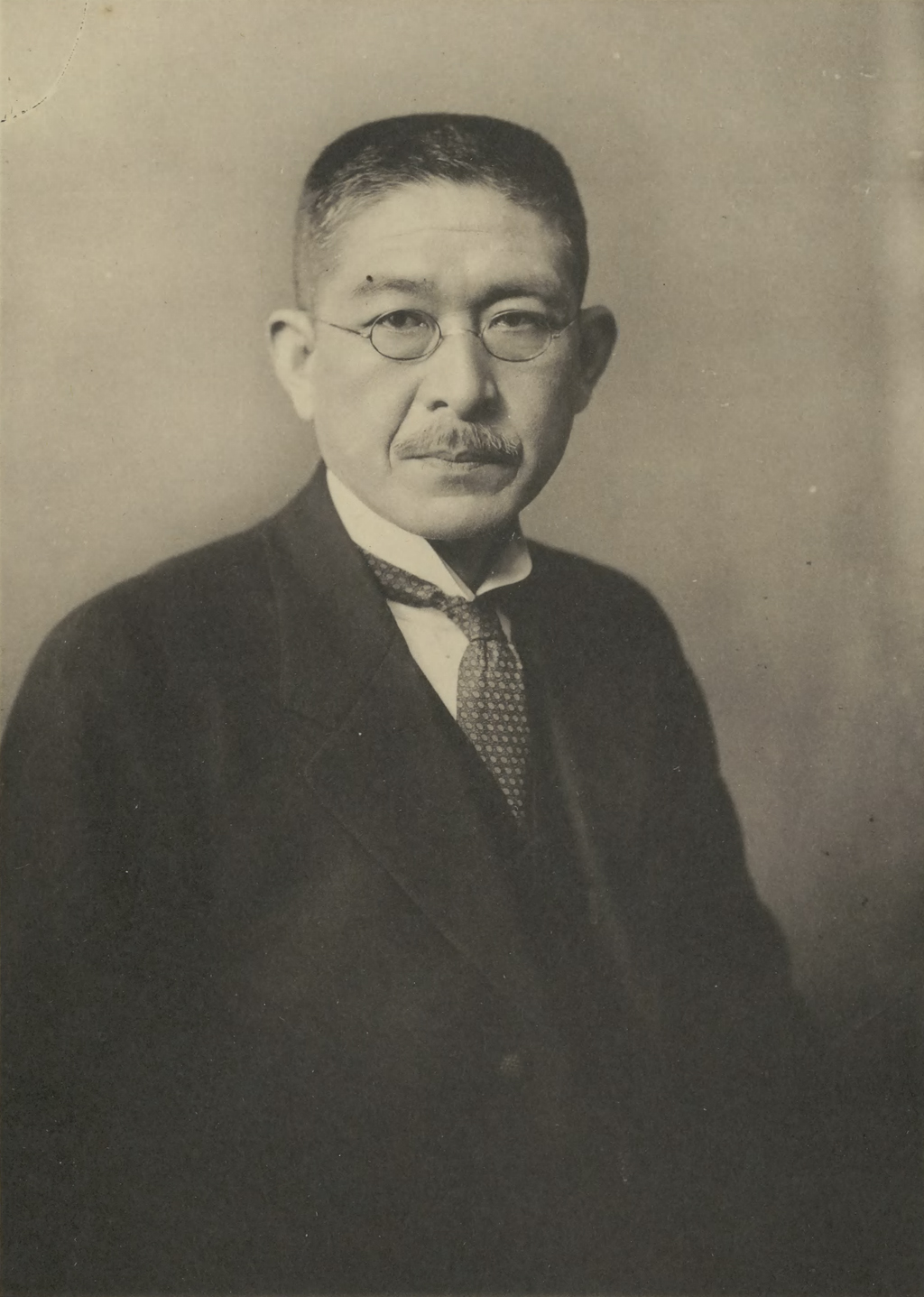
關一

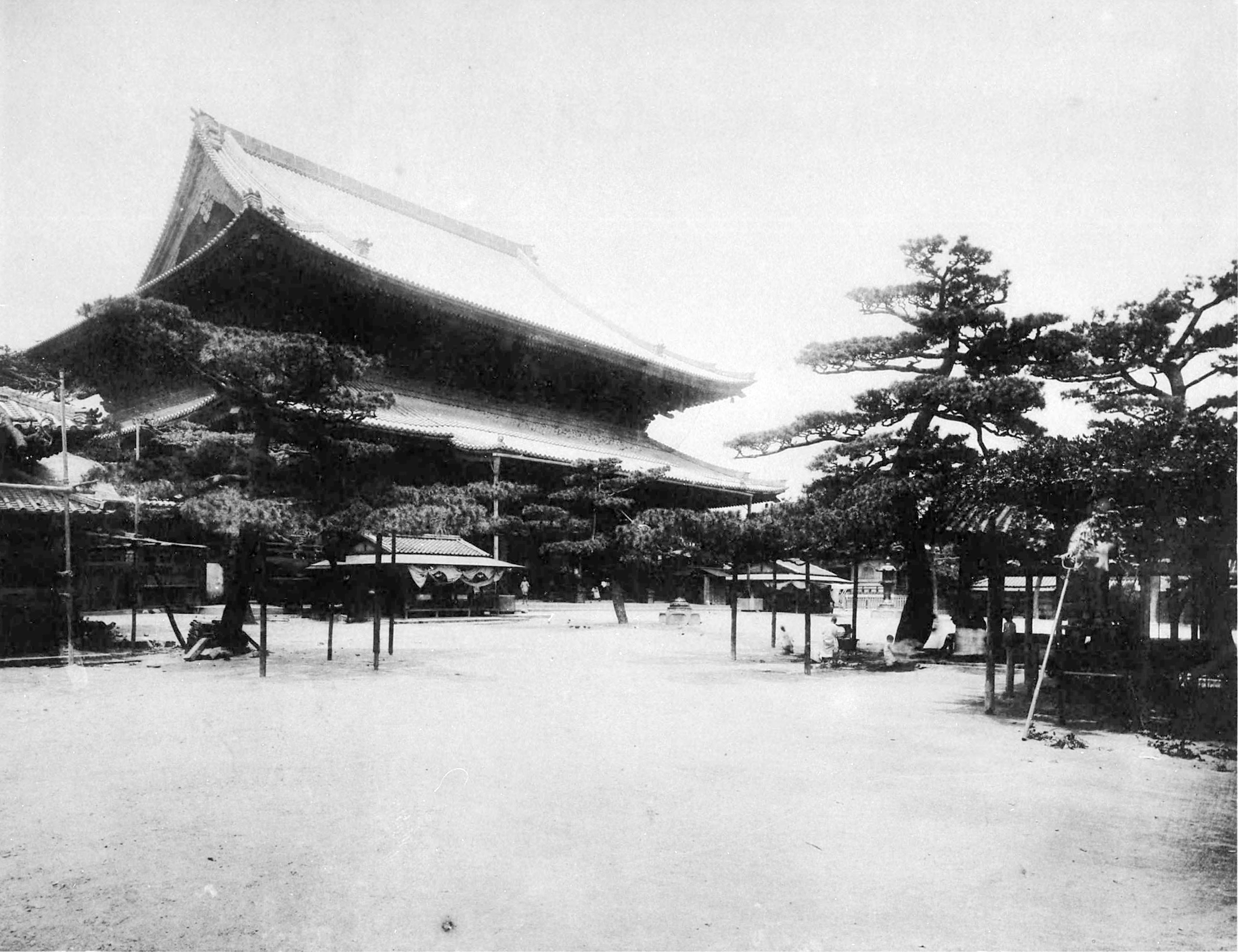
南御堂（1910年）

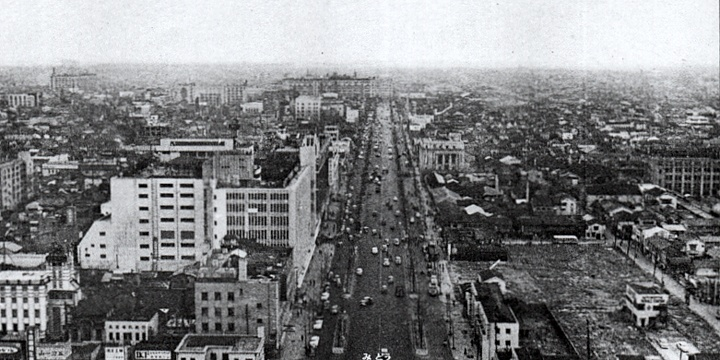
1953年の御堂筋

大阪市 - 神戸市間を結んでいた蒸気機関車は、1889年（明治22年）には東京（現：新橋駅）まで結ばれるようになり、大阪駅は次第に大阪の玄関口として重要視されるようになった。1908年（明治41年）には現在の四つ橋筋が梅田 - 難波間を結ぶ最初の南北幹線（道頓堀川以南の経路は現在と異なる）として竣工したものの、下船場・堀江経由となり、基本的に大阪市電のために敷設された道路で、幅員も狭かった。かつては道幅6 mの一般的な道路であったが、船場・島之内を経由する南北交通路の必要性が叫ばれるようになったことから、1919年（大正8年）に第6代大阪市長であった池上四郎は、梅田 - 難波間の梅田新道・淀屋橋筋・御堂筋を第一次都市計画事業の都市計画街路第1号線として、延長4 km、幅員44 m（24間）へ拡幅する事業計画を発表した。
その後、東京高商（現：一橋大学）教授を経て、1923年（大正12年）に大阪市助役から池上の後任として第7代大阪市長に就任した都市計画学者・關一は、この計画を池上から引き継ぐとともに、将来を考えた都市政策を着々と進め、都市計画により、1926年（大正15年）から地下鉄御堂筋線建設と合わせて総工費約3,375万円をかけて24間幅へ拡幅する工事が行われた。
梅田新道が母体となる淀屋橋交差点以北は、1911年（明治44年）の大阪市電敷設の際に12間幅に拡幅されていたこともあって、大江橋北詰交差点以北の拡幅工事は1927年（昭和2年）に早々と竣工。大江橋以北の街路樹はプラタナスで、淀屋橋交差点以北には大阪市電の軌道も残された。
一方、淀屋橋交差点以南は近世依然の3.3間幅からの拡幅工事となり、用地買収に時間がかかって1929年（昭和4年）にようやく着工し、1937年（昭和12年）5月11日に竣工。地下には電線を埋設し、大阪市初の市営地下鉄御堂筋線も開通して、大江橋と淀屋橋は現在の橋に架け替えられ、新橋（長堀川）と道頓堀橋（道頓堀川）が初めて架橋された。淀屋橋以南の街路樹はイチョウで、軌道がない一直線の目抜き通りとなり、梅田新道・淀屋橋筋を合わせて全線御堂筋となった。
淀屋橋交差点以南は東へ拡幅したため、淡路町通との交点南西角には旧・御堂筋の痕跡が残っていた。1967年（昭和42年）に農林中央金庫兼松江商共同ビル（のちUD御堂筋ビル）が竣工し、旧・御堂筋の痕跡は解消された。UD御堂筋ビルは2020年（令和2年）に解体され、跡地には2024年（令和6年）にアーバンネット御堂筋ビルが竣工している。

### 竣工後から現代まで
このように、竣工当初は中之島の南北で趣が相当異なっていたが、後年になって大阪市電は廃止され、大江橋以北のプラタナスもイチョウに植え替えられた。なお、大江橋以北にはイチョウとは別にクスノキも植えられている。
御堂筋周辺の建物は、1920年（大正9年）12月1日施行の市街地建築物法に基く百尺規制によりその高さが揃っている。1969年の建築基準法改正で規制が容積制になったため、以降は大阪市が高さを指導してきた。1995年から御堂筋に面する外壁の高さが50 m、10 m後方部分が60 mと指導され、第1号案件は1999年竣工のNMプラザ御堂筋（現御堂筋MTRビル）であり。また、2007年（平成19年）2月から一部の地区で1階を公共の空間とするのを条件に、後方部分の高さ制限が140 mに緩和されており、2010年竣工の本町ガーデンシティに適用された。
1959年に南海ホークスが日本一を達成した時に御堂筋でパレードを行ったが、その時の見物客は40万人といわれている。また、2003年11月3日に阪神タイガースが18年ぶりにリーグ優勝した時の優勝パレードの動員数も、雨にもかかわらず40万人に達した（同日午後に開催された神戸では25万人）。その2年後の2005年11月6日に行われた阪神タイガースの優勝パレードの動員数は18万人だった。
1970年（昭和45年）1月11日より梅田新道交差点以南で南行き一方通行を実施。2006年（平成18年）6月の改正道路交通法により導入された民間駐車監視員制度・放置違反金制度で、全線が最重要路線に指定された結果、沿線の放置車両が劇的に減少した。また大阪市が2007年（平成19年）4月に路上喫煙禁止条例を施行したのに伴い、7月に過料1,000円を徴収する喫煙禁止区域に御堂筋の車道と歩道が指定されることが正式決定され、10月より施行された。
2005年（平成17年）、道路インフラ整備の優れたプロトタイプとして「土木学会選奨土木遺産」に選ばれる。
2006年（平成18年）9月3日から9日、大阪フィルハーモニー交響楽団の大植英次音楽監督のプロデュースにより、大阪フィルハーモニー協会と大阪市の主催で、「大阪クラシック－御堂筋にあふれる音楽－」の企画公演が展開された。期間中、御堂筋沿線の18の会場において、大阪フィルハーモニー交響楽団の団員による室内楽など計50公演が行われた。大植音楽監督によれば、1つのオーケストラの団員が1週間にわたって「街に出て」公演を行うというのは「僕の知る限りおそらく世界の都市で初めての試み」。大阪を象徴する御堂筋で、1週間にわたってクラシック音楽の本格的な公演が行われたことは、しばしば叫ばれている「大阪市の都市格向上」にも大いに貢献した。大阪クラシックは、その後も毎年開催され、晩夏の大阪の文化イベントとして定着している。
2011年7月に、御堂筋沿いに設置されたブロンズの彫刻像のうち19体に、赤い服のようなものが着せ掛けられているのが見付かった。当初は悪質な悪戯と見られていたが、彫刻の損壊が無く、また、サイズも相当に上手くフィットしていたため、アートセンスを評価する意見が多くなっている。
2012年（平成24年）4月1日、国道25号（および国道165号との重複区間）の梅田新道 - 難波西口間約3.7 kmが指定区間から除外され、国土交通省から大阪市に移管された。
2018年（平成30年）3月30日、大阪市も参画する『御堂筋完成80周年記念事業推進委員会』は、2037年までに淀屋橋 - 難波間約3キロを完全歩道化を目指す提言案をとりまとめた。計画では、2020年・2025年を節目として側道の廃止や渋滞への影響調査をしながら段階的に歩道化範囲を拡大していく見込み。2021年（令和3年）2月12日に道路管理者の大阪市から淀屋橋交差点から難波西口交差点までの間で歩行者利便増進道路（ほこみち）が指定された。
2018年10月に日本列島に上陸した台風21号の影響により、御堂筋の972本のイチョウのうち81本が、倒木したり幹が折れるなどの被害を受けた。これを受け御堂筋の西隣の街路四つ橋筋に本社を置くサントリーホールディングスが、イチョウの調達や植樹などイチョウ並木の再生に向け、大阪市に対し5,000万円の寄付を行った。植え替えの作業は、大阪で開催されるG20首脳会議開催に向けたスケジュールで行われ、2019年6月までに28本が整備されている。

## 路線状況

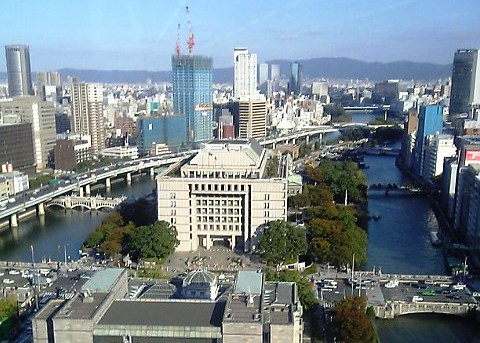
中之島を縦断する御堂筋
（左：大江橋、右：淀屋橋）

梅田新道交差点以北を除く約3.7キロメートルの区間は南行きの一方通行である。幅員が43.6メートルもある一方通行の道路は、日本の道路としては他では見られない特徴となっている。
街路樹（高木）は、現在はイチョウとクスノキだけである。かつてはプラタナスとケヤキもあった。地下空間には、地下道や地下鉄が走る。淀屋橋交差点から新橋交差点までの区間（船場の区間）には、歩道脇に著名彫刻家のブロンズ像が建つ。堂島川、土佐堀川には、全国橋梁設計公募1等の作品によって造られた大江橋、淀屋橋が架かる。

### 道路施設

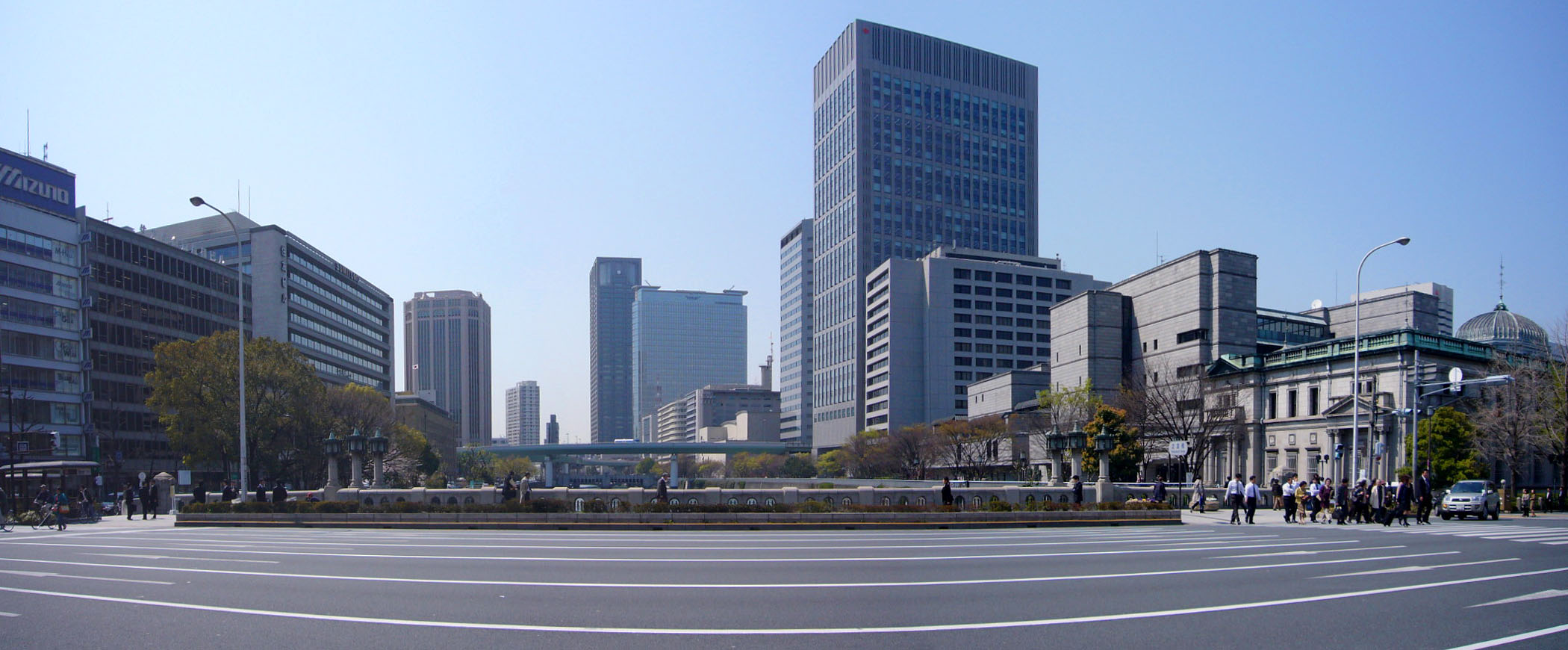
淀屋橋（2006年4月撮影）

- 大江橋 -  堂島川
- 淀屋橋 - 土佐堀川
- 新橋 - 長堀川 （1964年埋立）
- 道頓堀橋 - 道頓堀川

### 交通量
| 調査地点                                                           | 平日昼間 | 休日昼間 | 平日24時間 | 休日24時間 |
| ------------------------------------------------------------------ | -------- | -------- | ---------- | ---------- |
| 瓦町                                                               | 37,623   | 25,199   | 55,615     | 38,642     |
| 周防町                                                             | 27,415   | 22,339   | 40,574     | 34,179     |
| 新歌舞伎座前                                                       | 22,254   | 19,923   | 32,936     | 30,482     |
| ※調査日：2005/10/16（休日）、2005/10/19（平日） ※昼間は7時から19時 |          |          |            |            |

### 公共交通機関
- 地下には  Osaka Metro御堂筋線が通る。
梅田駅 - 淀屋橋駅 - 本町駅 - 心斎橋駅 - なんば駅
- 御堂筋を縦貫するバスとして大阪シティバス8号系統[23]がある。
その他、南行一部区間のみであるが大阪駅前から53号系統（船津橋行）・62号系統（住吉車庫前行）・75号系統（鶴町四丁目行）・88号系統（天保山行）が経由する。75号系統は御堂筋上に停留所なしで梅田新道交差点を右折、88号系統は梅田新道のみ停車（大江橋は通過）で淀屋橋交差点を右折。53号系統は大江橋南詰交差点で右折、62号系統は淀屋橋交差点で左折する。8号系統を含め大阪駅方向は四つ橋筋経由となる。新橋交差点（心斎橋駅）以南で84号系統・85号系統（いずれもなんば行）が通る。こちらもなんば発は四つ橋筋経由となる。

## 地理

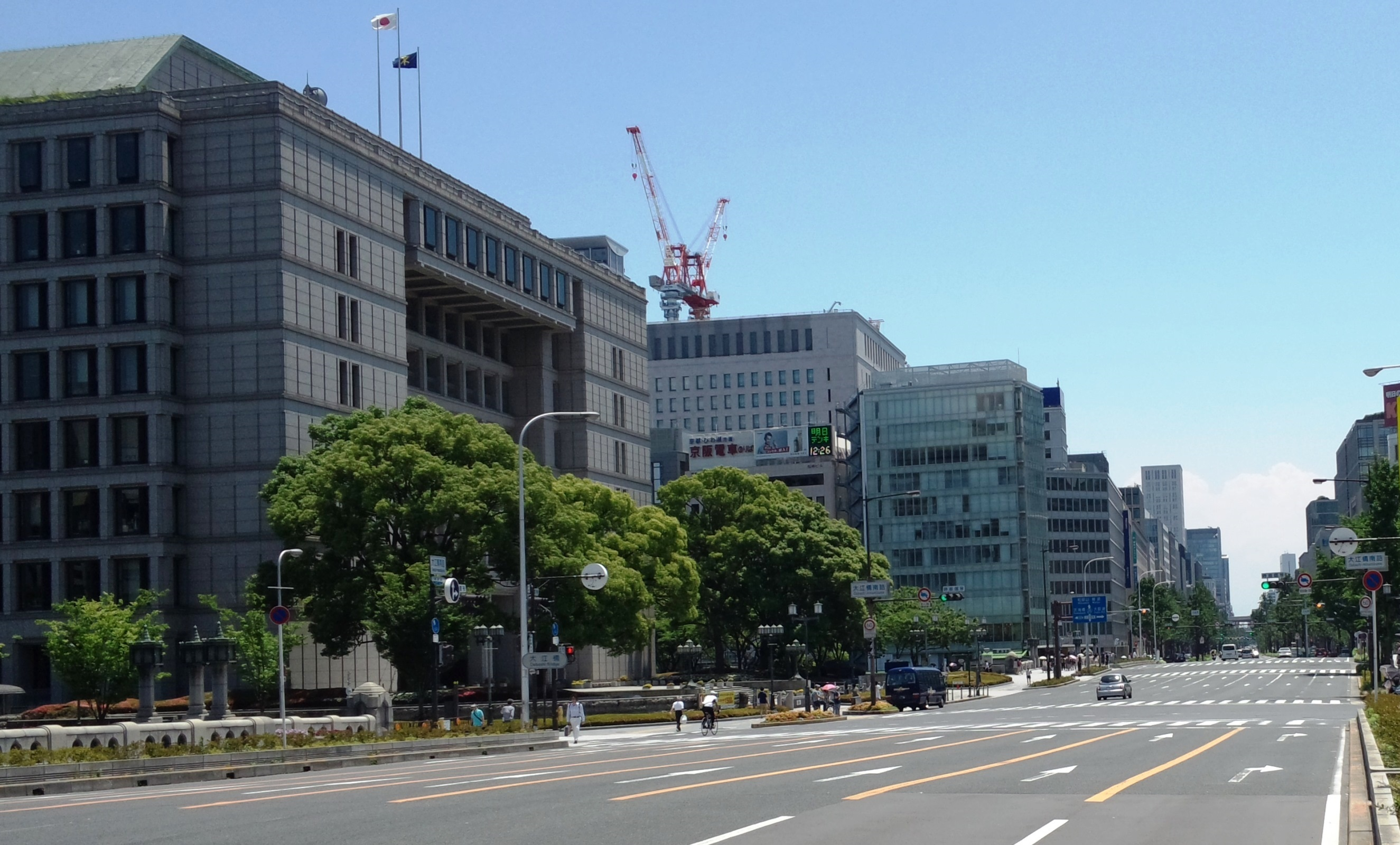
大阪市役所前

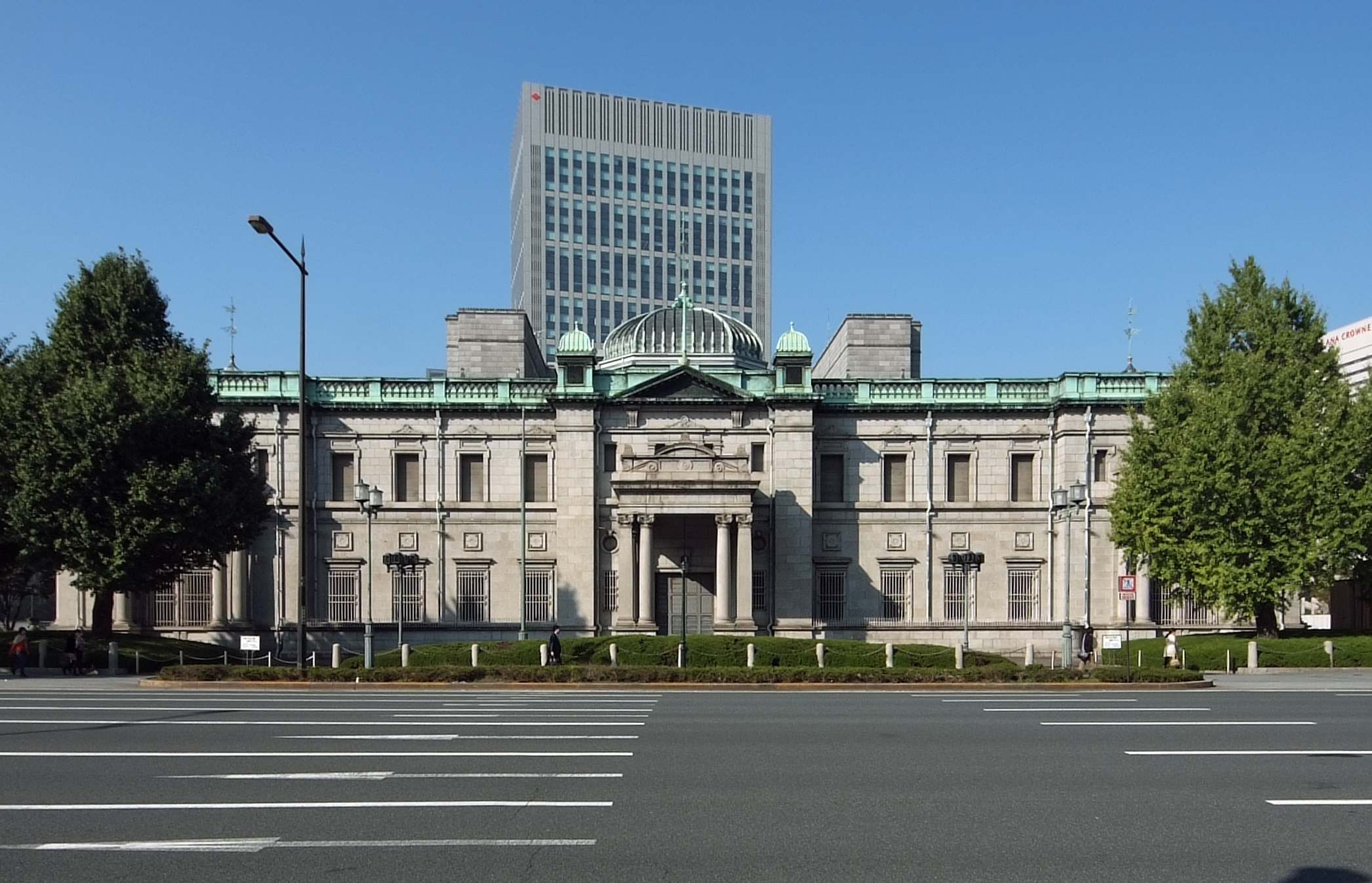
日本銀行大阪支店

沿道の中之島に大阪市庁舎と、日本銀行大阪支店があり、淀屋橋から本町にかけて、高さ31mに統一したビル群が立ち並ぶビジネス街となっている。

### 交差する道路
| 交差する道路 西← 御堂筋 →東                     | 交差する道路 西← 御堂筋 →東          | 交差点              | 道路名    | 所在地 |
| ----------------------------------------------- | ------------------------------------ | ------------------- | --------- | ------ |
| （東側起点） 都島通 市道大阪環状線 （天六方面） |                                      |                     |           |        |
| 扇町通 市道大阪環状線                           | 扇町通 市道扇町公園南通線            | 阪急前              |           | 北区   |
| （西側起点）国道176号（十三方面）               |                                      |                     |           |        |
| 市道南北線                                      | 扇町通 市道大阪環状線                | 阪神前              | 国道176号 | 北区   |
| 曽根崎通 国道2号                                | 曽根崎通 国道1号 （重複：国道163号） | 梅田新道            | 国道176号 | 北区   |
| 曽根崎通 国道2号                                | 曽根崎通 国道1号 （重複：国道163号） | 梅田新道            | 国道25号  | 北区   |
| N/A                                             | 新御堂筋 国道423号                   | 梅新南              |           | 北区   |
| 中之島通                                        | 中之島通                             | 大江橋南詰          |           | 北区   |
| 土佐堀通 市道江戸堀線                           | 土佐堀通 府道168号石切大阪線         | 淀屋橋              | 中央区    |        |
| 本町通 国道172号                                | 本町通 市道本町左専道線              | 本町3               | 中央区    |        |
| 中央大通 市道築港深江線                         | 中央大通 市道築港深江線              | 船場中央3 久太郎町3 | 中央区    |        |
| 長堀通 府道173号大阪八尾線                      | 長堀通 国道308号 （重複：府道173号） | 新橋                | 中央区    |        |
| 千日前通 市道難波境川線                         | 千日前通 府道702号大阪枚岡奈良線     | 難波                | 中央区    |        |
| 国道25号（重複：国道26号・165号、大国方面）     |                                      |                     |           |        |

### 沿線
- 北区

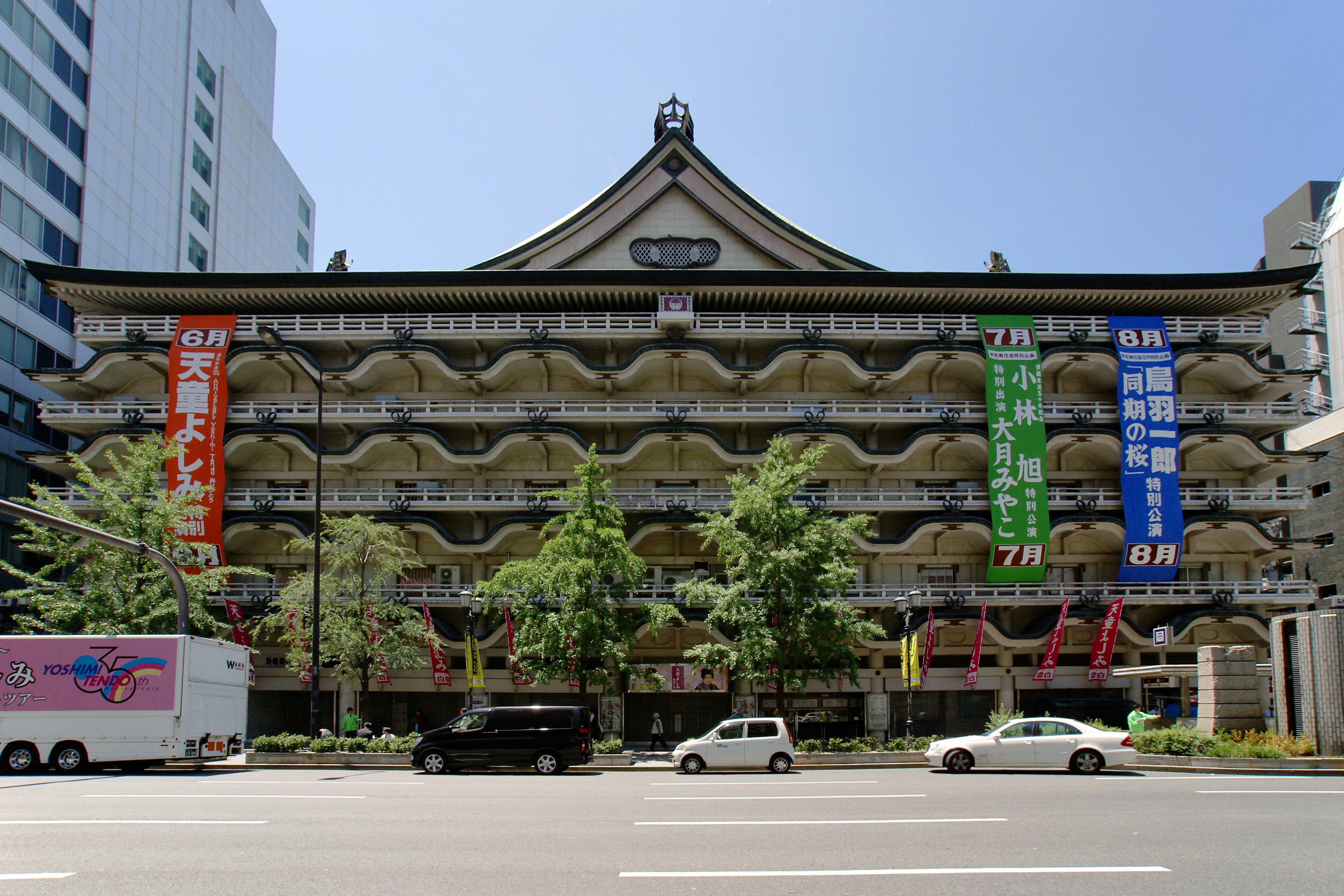
新歌舞伎座（2009年　解体された）

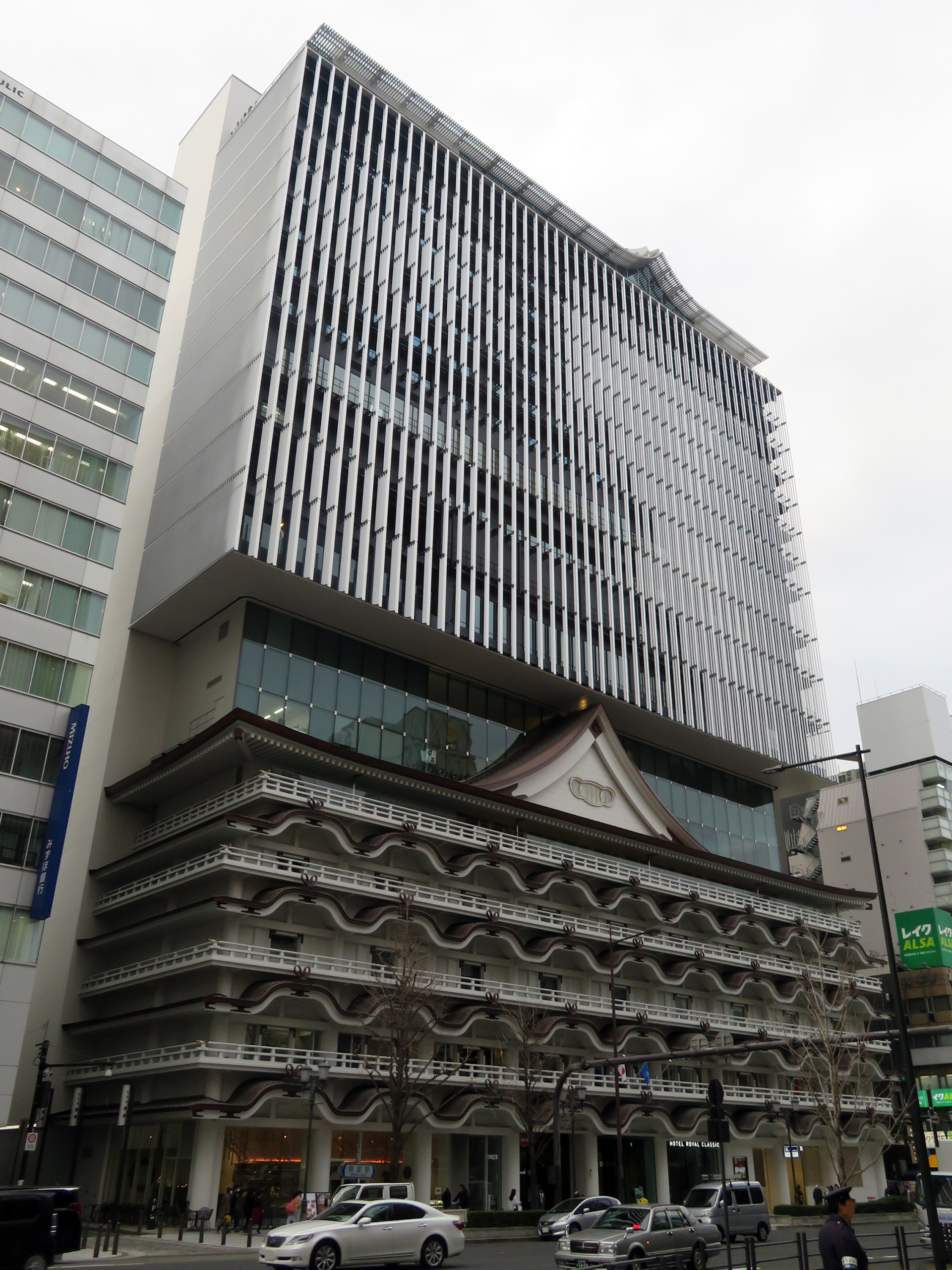
新歌舞伎座跡地に建てられたホテルロイヤルクラシック大阪

  - 大阪梅田ツインタワーズ・ノース（旧梅田阪急ビル）（阪急百貨店うめだ本店）
  - 大阪梅田ツインタワーズ・サウス（阪神百貨店梅田本店）
  - 大阪駅前第4ビル
  - 大阪駅前第3ビル
  - あいおいニッセイ同和損保フェニックスタワー
  - リゾートトラスト御堂筋ビル（旧住友生命御堂筋ビル）
  - 御堂筋フロントタワー
  - 堂島ビルヂング
  - 大阪三菱ビルディング - 再開発中
  - 大江橋
  - 大阪市庁舎（大阪市役所）
  - 日本銀行大阪支店旧館（設計：辰野金吾、葛西万司、長野宇平治）
  - 淀屋橋（設計：大谷龍雄（原案）、武田五一・元良勲）
- 中央区
  - 淀屋橋ステーションワン（淀屋橋駅東地区都市再生事業）
  - 淀屋橋駅西地区第一種市街地再開発事業
  - 日本生命保険本店ビル（1935年築、設計：長谷部鋭吉）
  - 淀屋橋odona
  - 三菱UFJ銀行大阪ビル（旧三和銀行本店跡地）
  - 明治安田生命大阪御堂筋ビル（ランド・アクシス・タワー）
  - 大阪ガス御堂筋東ビル（日本板硝子本社跡地）
  - 大阪ガスビルディング（設計：安井武雄）
  - オービック御堂筋ビル（ザ ロイヤルパークホテル アイコニック 大阪御堂筋）
  - 北御堂（西本願寺津村別院）
  - 学校法人相愛学園（相愛中学校・高等学校、相愛大学本町キャンパス）
  - 御堂ビル（竹中工務店本社・大阪本店）
  - 本町ガーデンシティ（セントレジスホテル大阪）
  - 大阪御堂筋ビル・大阪センタービル
  - 南御堂（東本願寺難波別院）（大阪エクセルホテル東急）
  - 本町南ガーデンシティ
  - 御堂筋ダイビル
  - 難波神社
  - 御堂筋グランタワー（旧エプソン大阪ビル）
  - 大丸心斎橋店（設計：ウィリアム・メレル・ヴォーリズ）　
  - ホテルロイヤルクラシック大阪（設計：隈研吾）
    - 新歌舞伎座（設計：村野藤吾）を建て替え、その意匠を継承させたホテル。

  - 南海ビルディング（髙島屋大阪店、1930年〜1932年築、設計：久野節）

### 地域
- キタ：阪神前（阪神大阪梅田駅・阪神百貨店梅田本店・阪急百貨店うめだ本店）→梅田新道（梅新）→梅新南（北新地）→
- 堂島・中之島：大江橋北詰→大阪市役所・日銀大阪支店→淀屋橋北詰→
- 船場：淀屋橋（南詰）→道修町→本町（北御堂）→船場中央（船場センタービル 9・10号館）0→南御堂→南船場→新橋→
- ミナミ：大丸前（大丸心斎橋店）→道頓堀橋南詰（道頓堀）→難波（大阪難波駅）→難波西口（南海難波駅・髙島屋大阪店）

## 御堂筋を舞台とする歌曲
- 雨の御堂筋 - 欧陽菲菲のデビュー曲。御堂筋を舞台に、本町・梅田新道・心斎橋などの地名も登場する[25]。
- 梅田からナンバまで - 上田正樹と有山淳司
- 大阪エレジー - シャ乱Q
- 大阪LOVER - DREAMS COME TRUE　「御堂筋はこんな日も一車線しか動かない」という歌詞がある。この曲が発表された頃の御堂筋は今程取締が厳しくなかったため路上駐車がひどく真ん中の1~2車線しかスムーズに流れないことが実際にあった。
- 大阪ラプソディー - 海原千里・万里
- 大阪ロマネスク - 関ジャニ∞
- 銀杏並木 - デューク・エイセス（にほんのうた「大阪」）
- 恋する御堂筋 - 江本孟紀・入江マチ子
- たそがれの御堂筋 - 坂本スミ子
- 泣いて盛り場大阪編 - 横山やすし
- 御堂筋PLANET - 矢井田瞳（2006年）
- 御堂筋BLUE - 松本孝弘
- 御堂筋を歩こう - ssllee（スリー）[26]
- 夜霧のハウスマヌカン - やや
- 42.195km - コブクロ
- 青いたそがれの御堂筋 - ザ・ブラックキャンディーズ（このグループ〔デュオ〕の片割れは阪田マリン）

## その他
- 「御堂筋」と付く銀行支店は以下である。
  - 三菱UFJ銀行御堂筋支店（中央区伏見町）- 入金照合サービスの仮想口座で使用する被振込専用支店のため、実際には営業窓口は存在しない。
  - 三井住友銀行（中央区久太郎町）(旧太陽神戸銀行船場支店)
  - りそな銀行（中央区平野町）(旧大和銀行御堂筋支店)
- 島之内では、交差する道路名（旧町名）と併せた、いわゆる京都方式の交差点名が見られるが、「御堂筋大丸前」は例外である。原則に従えば「御堂筋大宝寺町」となるところだが、大丸とそごうという老舗百貨店が位置していたことから「大丸そごう前」だった。そごうの閉店と大丸への売却に伴い、2009年10月に現在の交差点名に変更されている。なお、当地の大丸は御堂筋竣工以前から心斎橋筋に面して位置していることから心斎橋店である。
- 2021年（令和3年）2月12日、歩行者利便増進道路制度（通称：ほこみち）に指定された[27][28][29][30]。

## ギャラリー

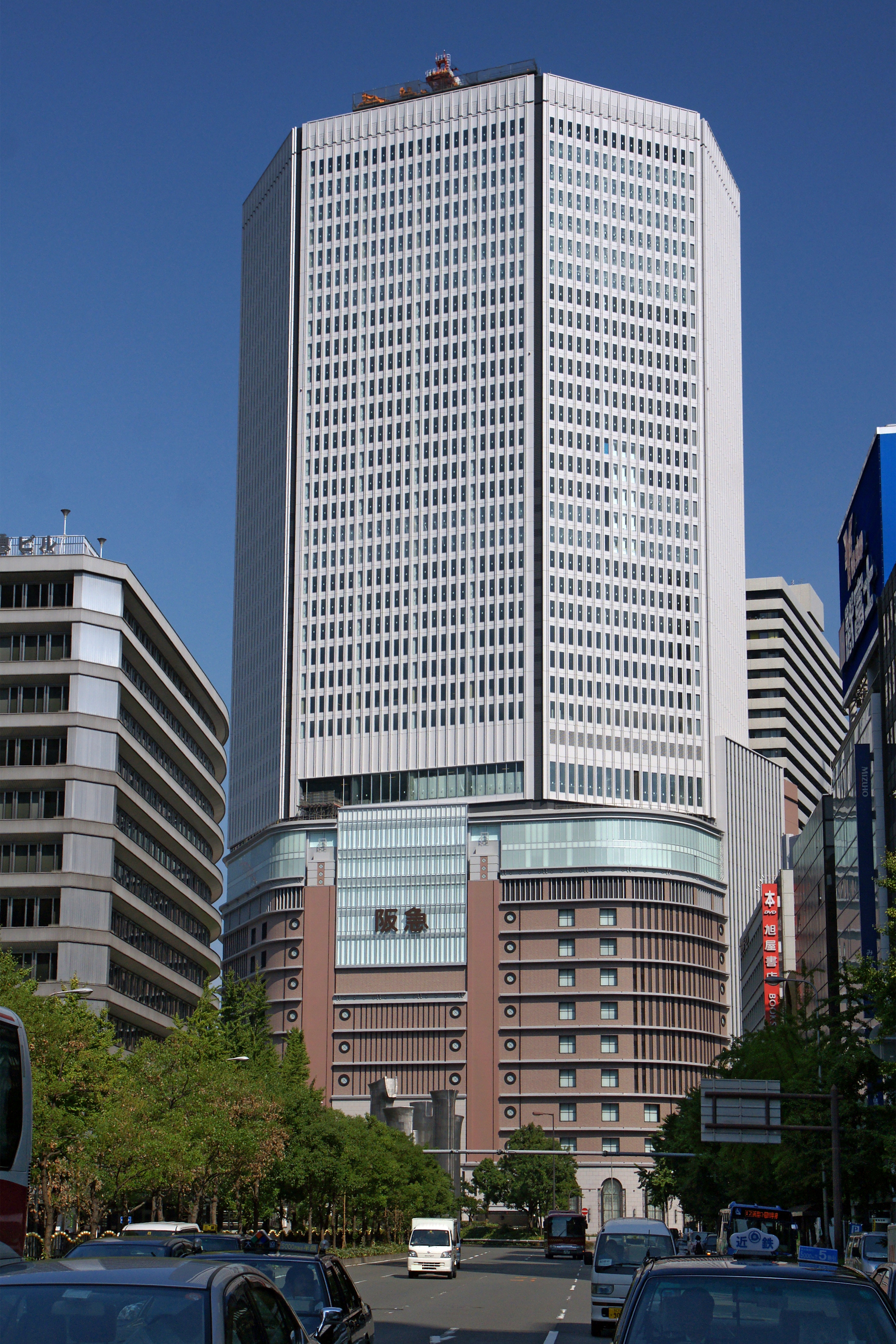
阪神前・阪急前のロータリー北に位置する大阪梅田ツインタワーズ・ノース
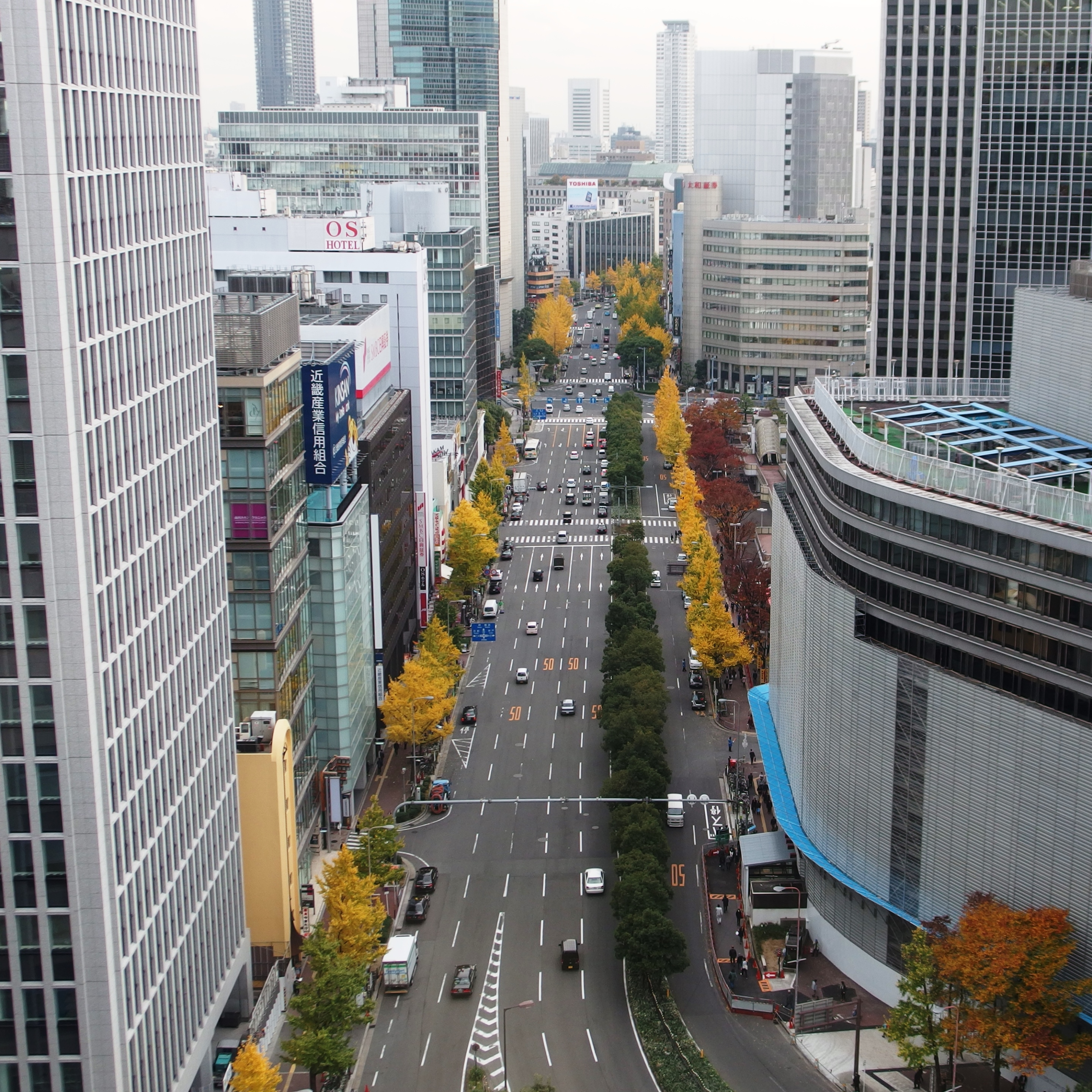
起点から望む
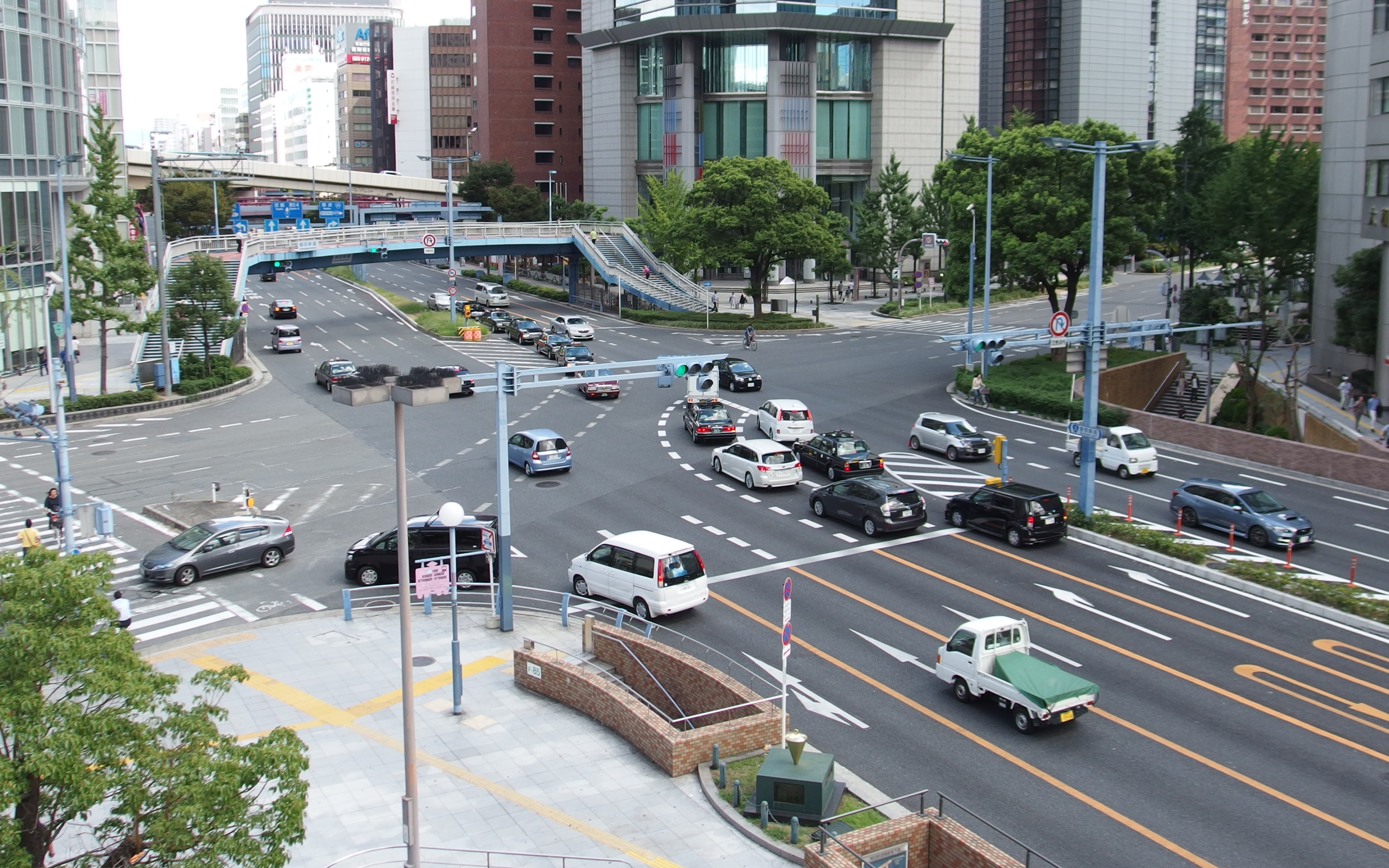
梅田新道交差点
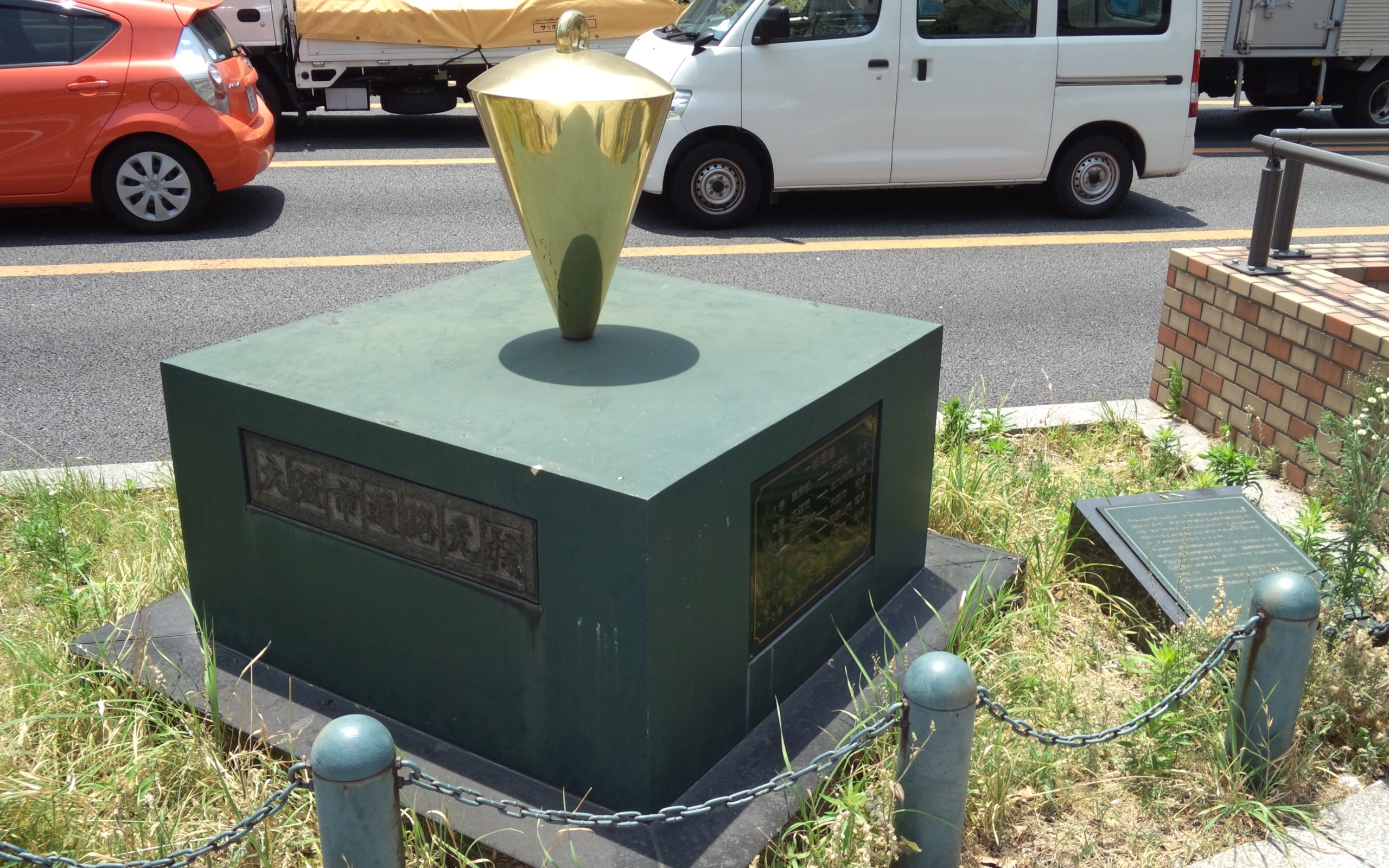
大阪市道路元標
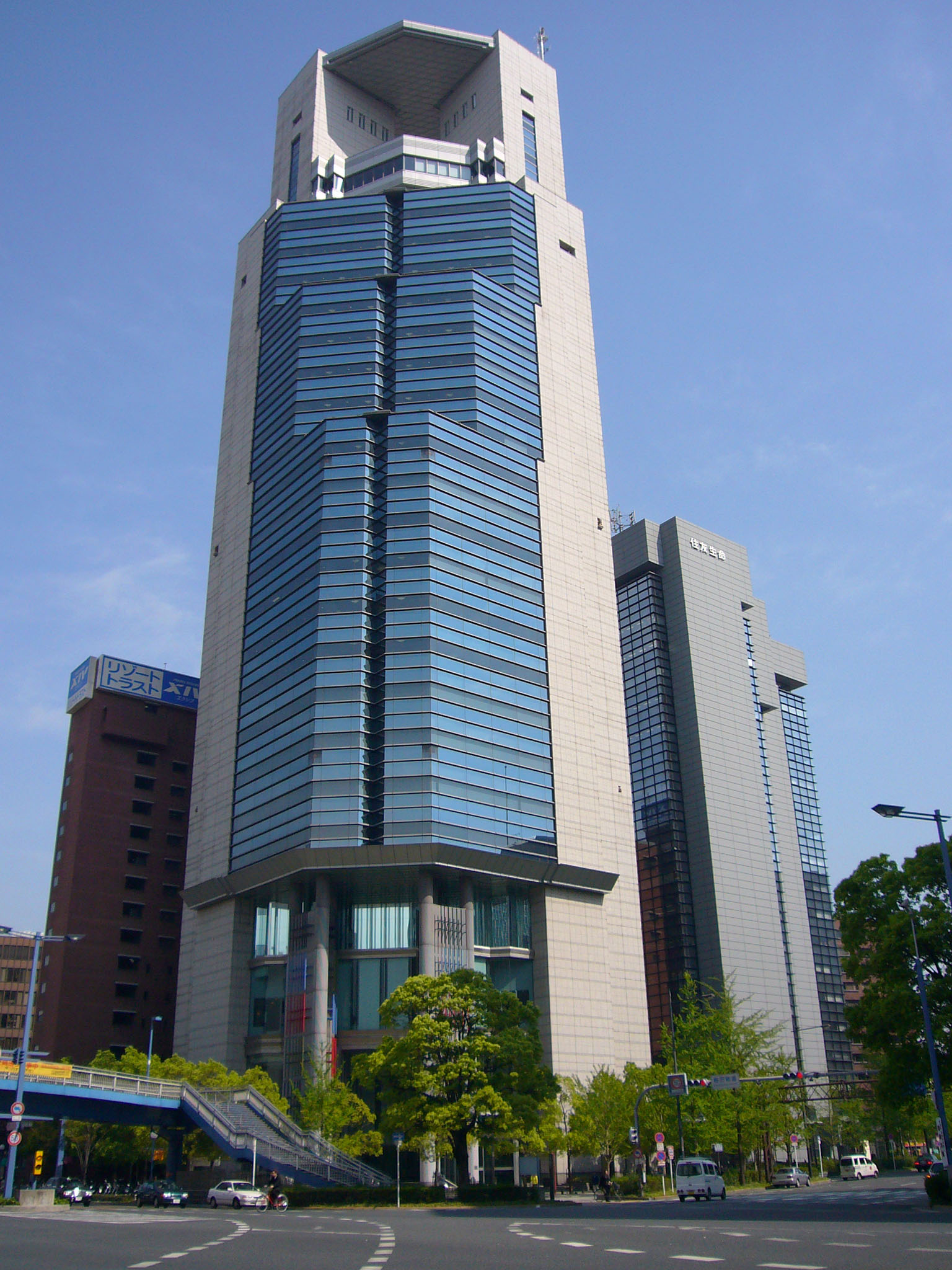
梅田新道交差点東南角のフェニックスタワー
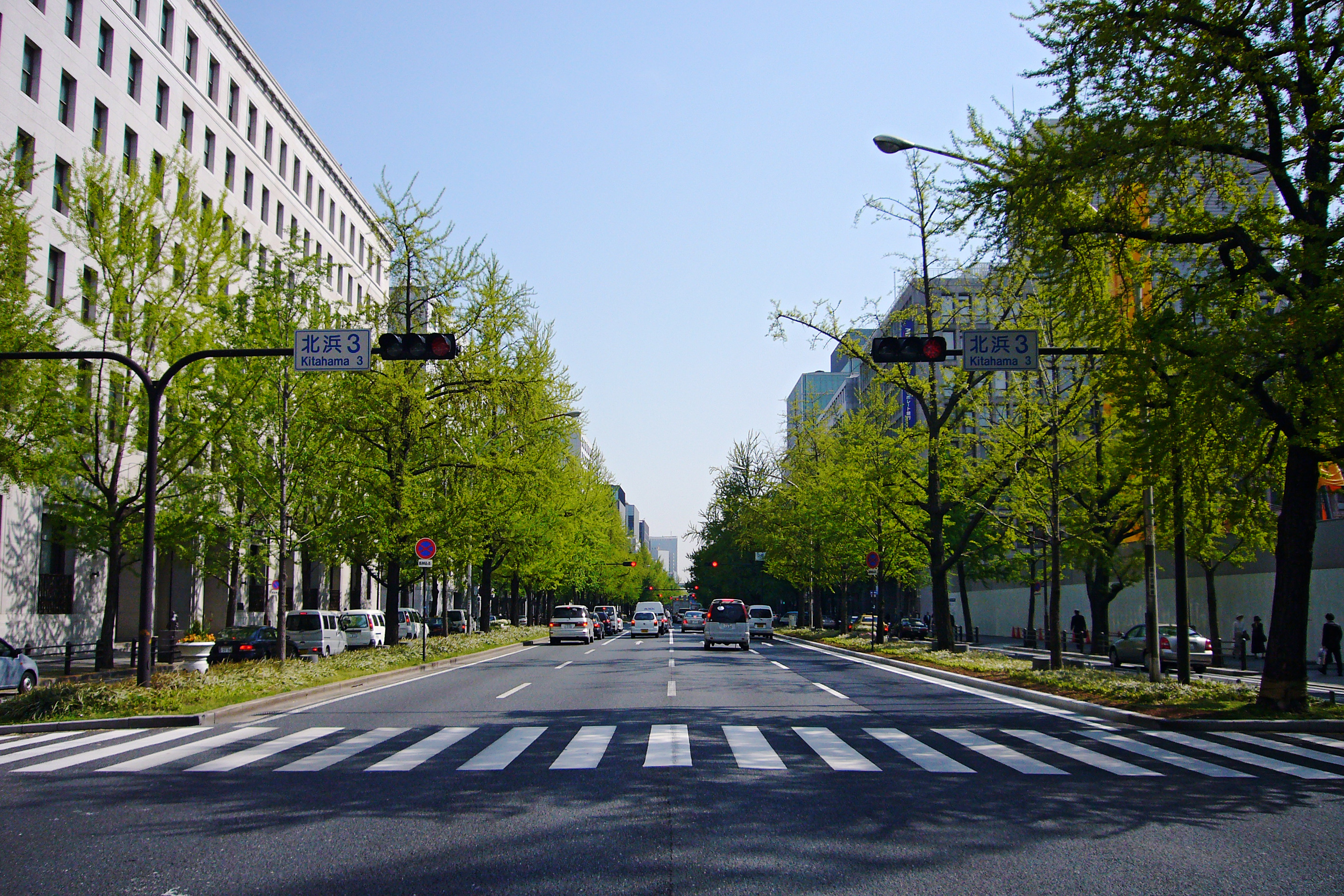
北浜3交差点、日本生命本社ビル前
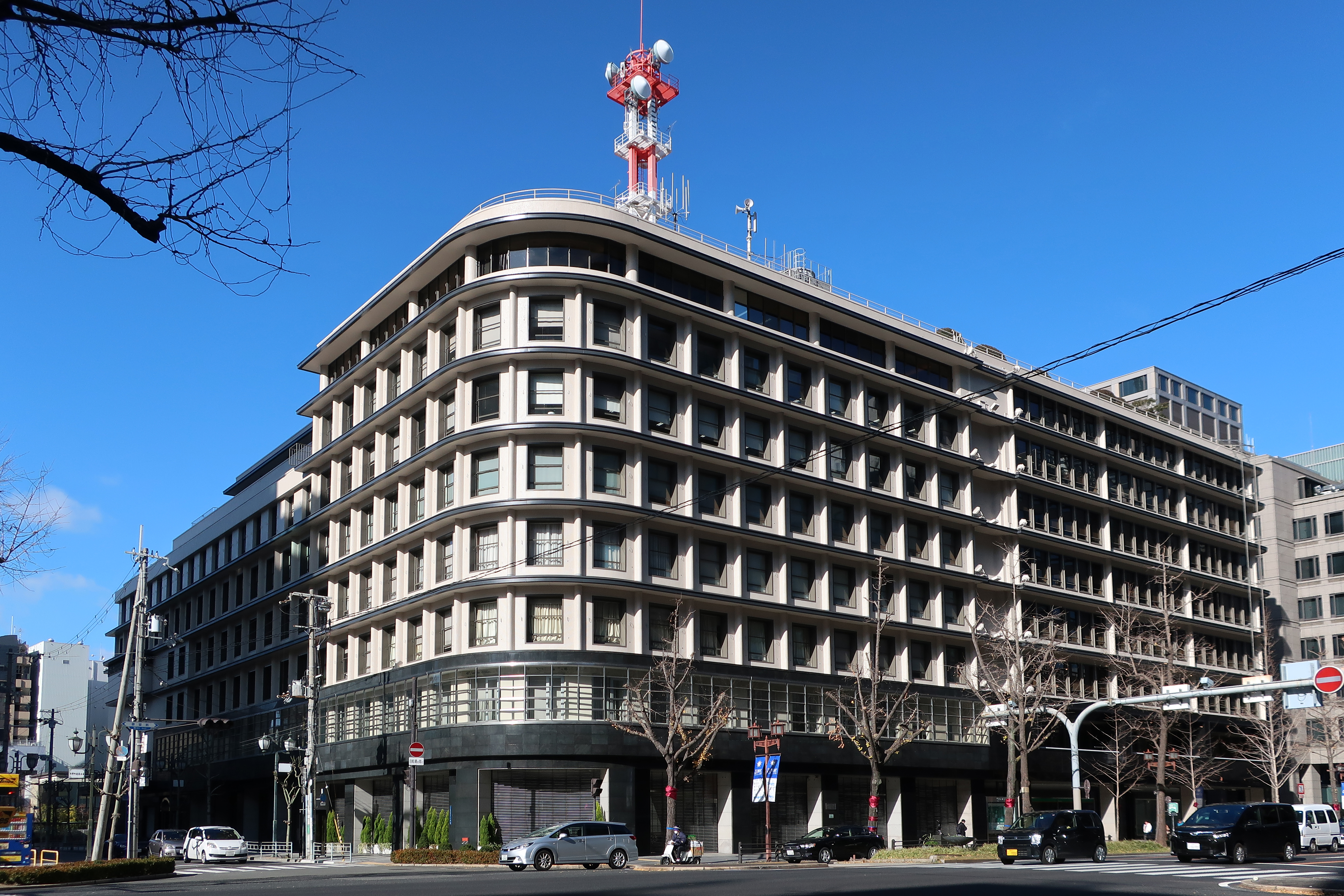
大阪ガスビル
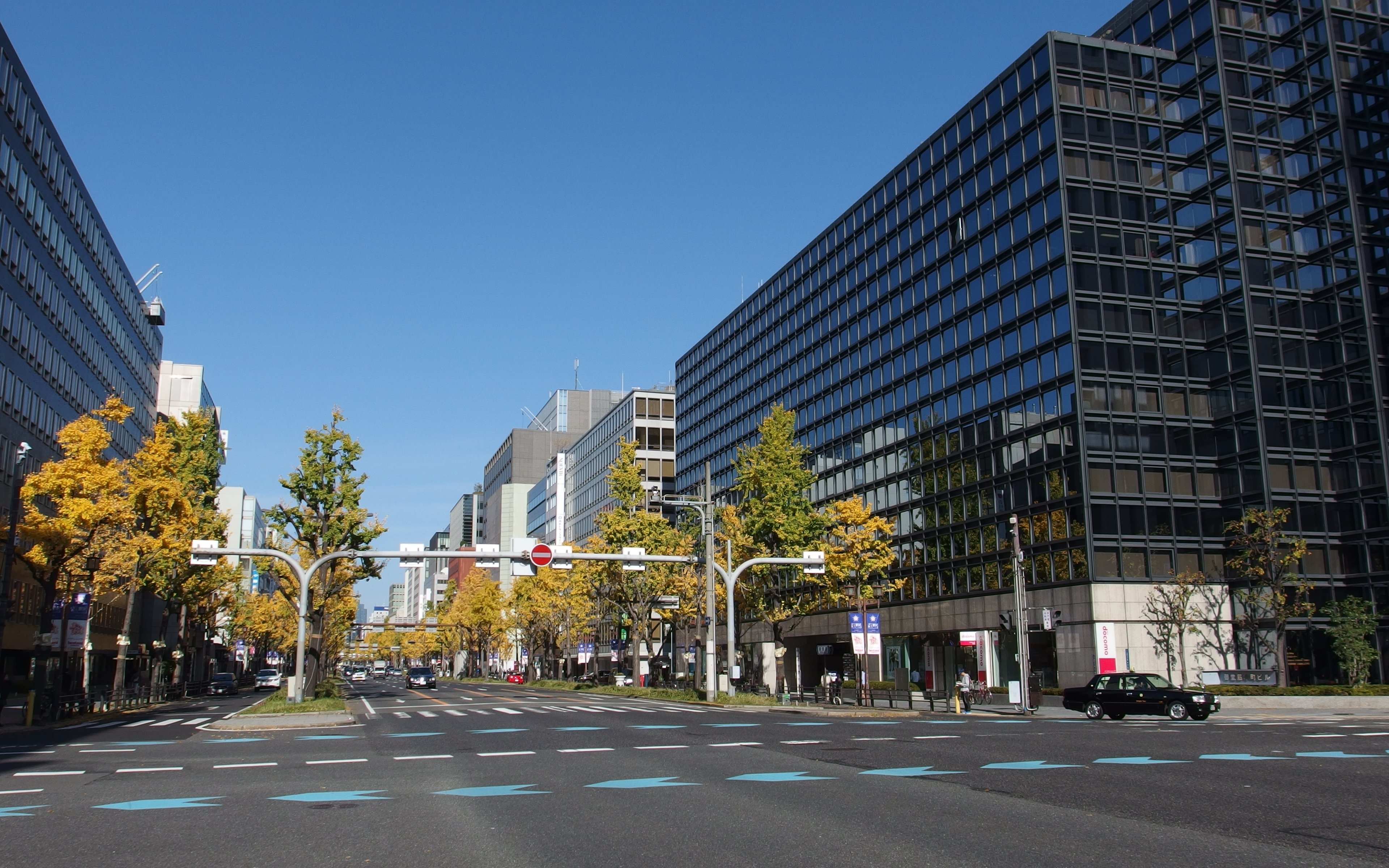
本町3交差点
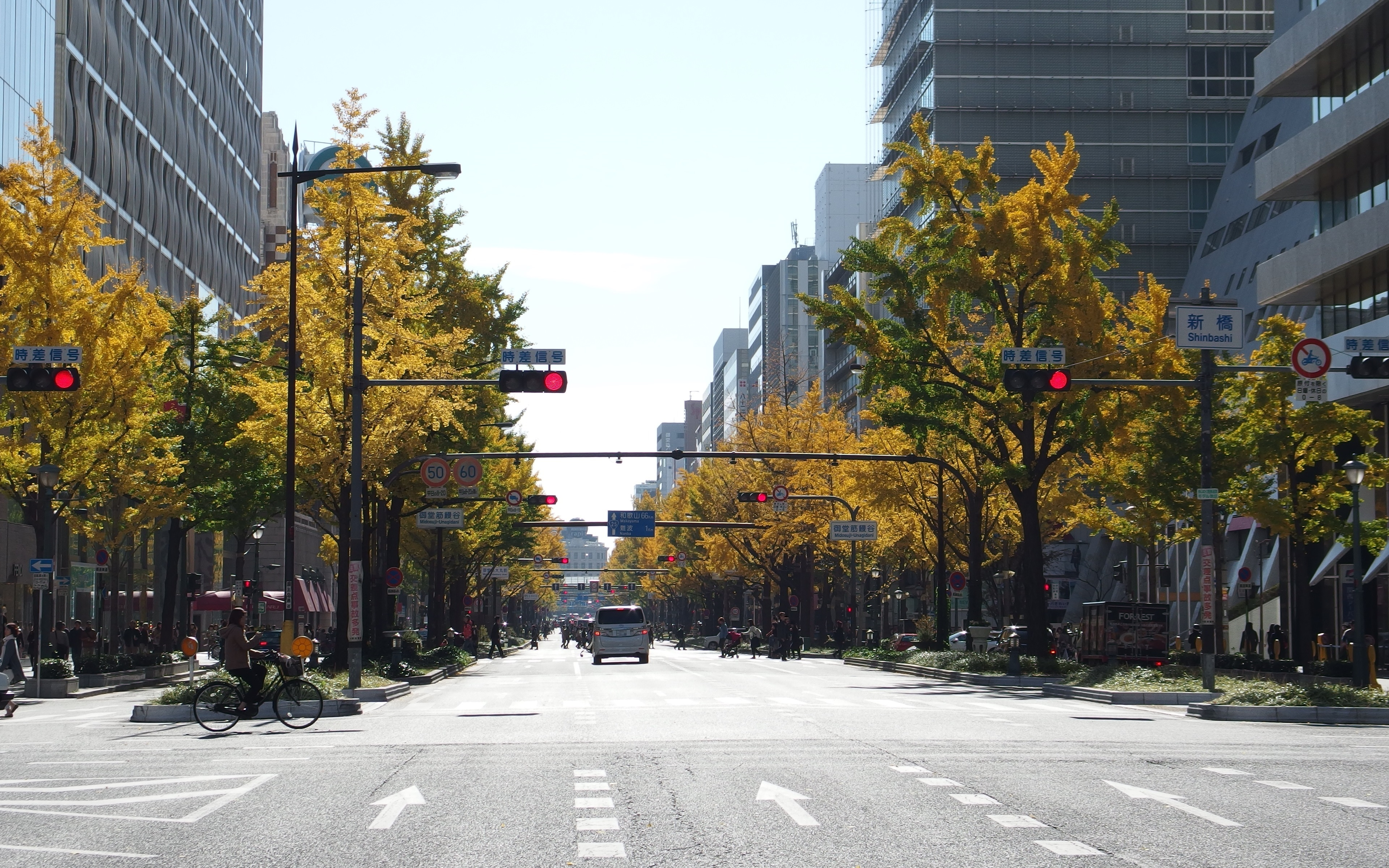
新橋交差点
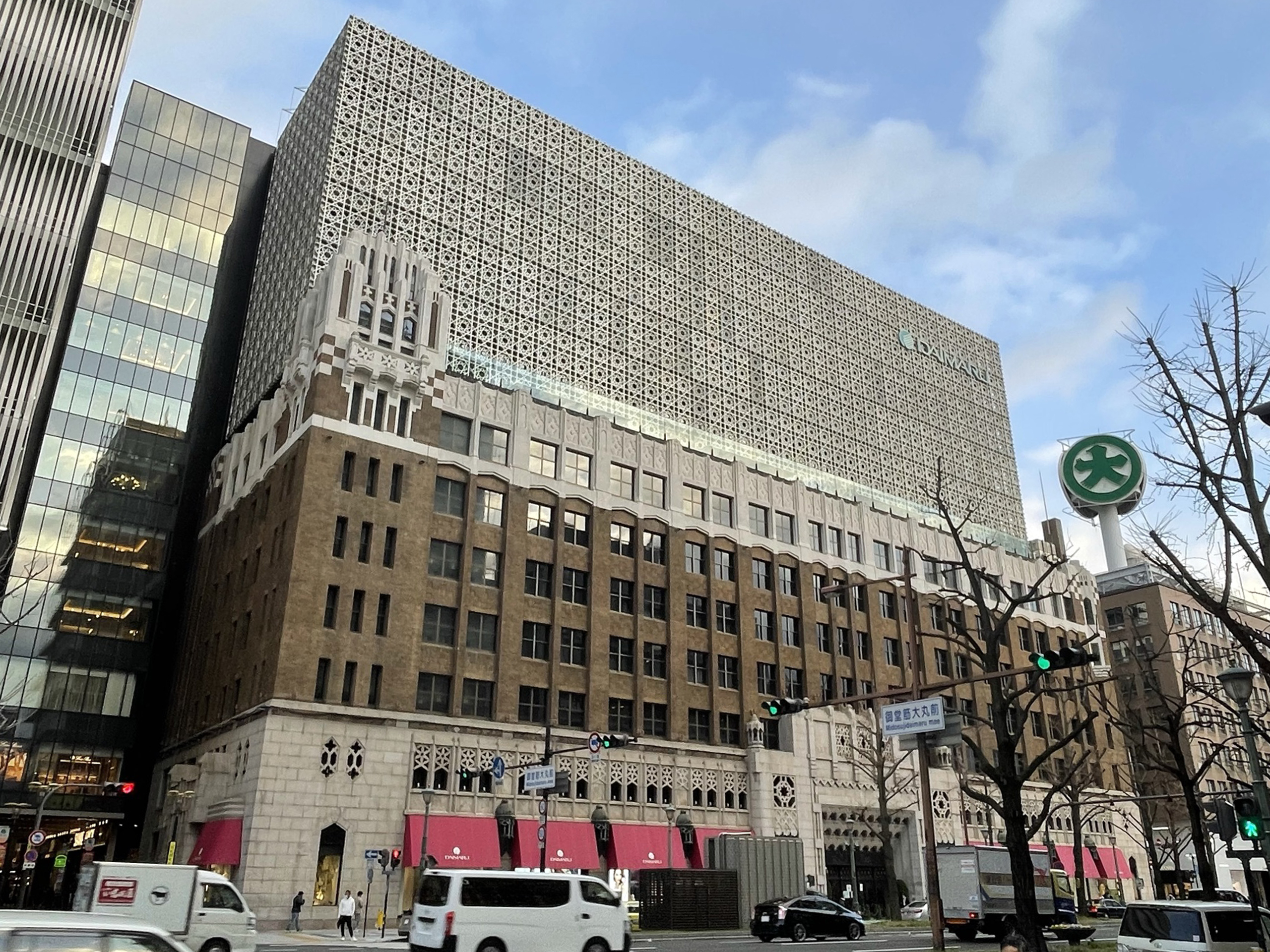
大丸心斎橋店
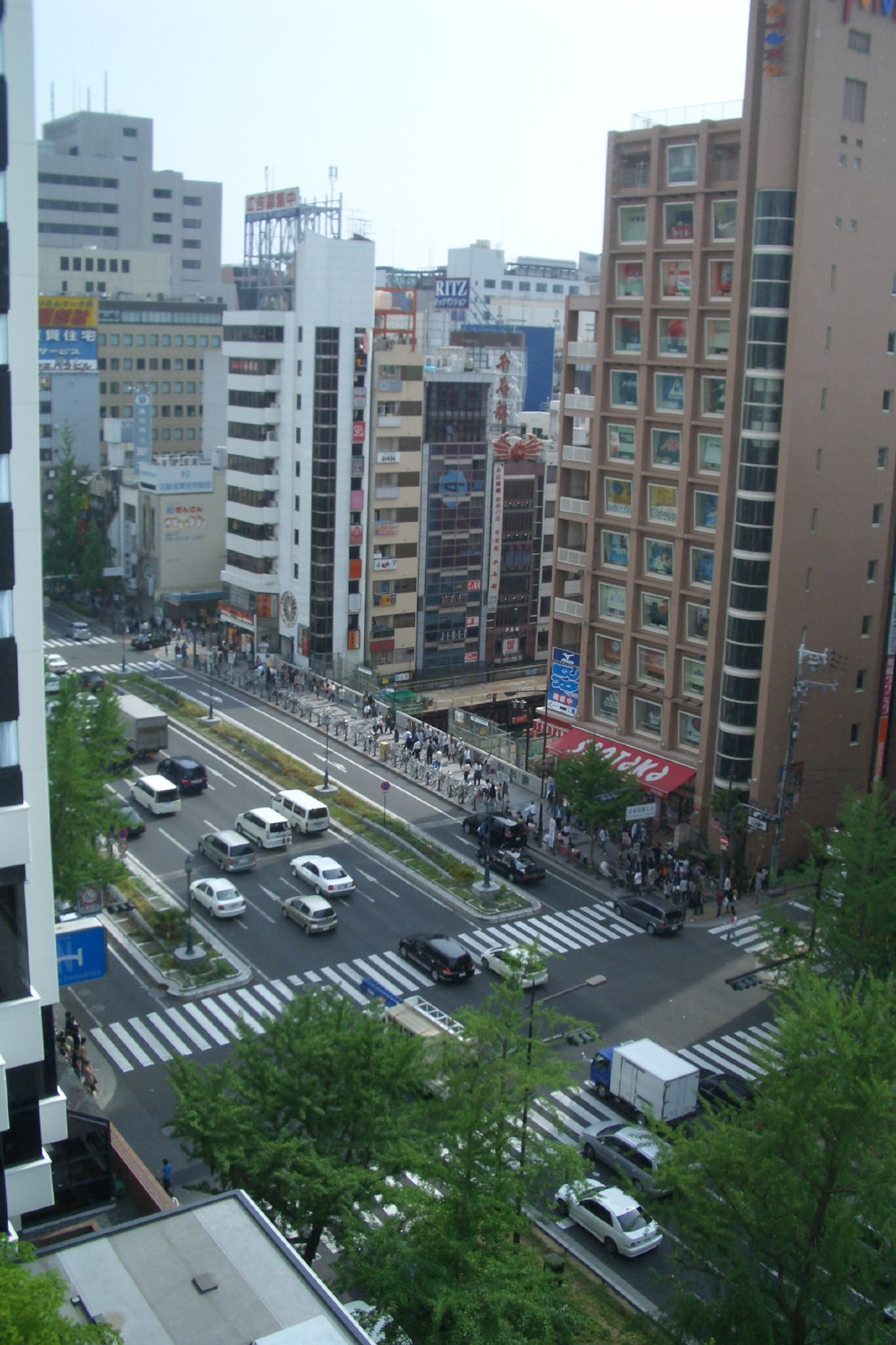
道頓堀橋北詰交差点
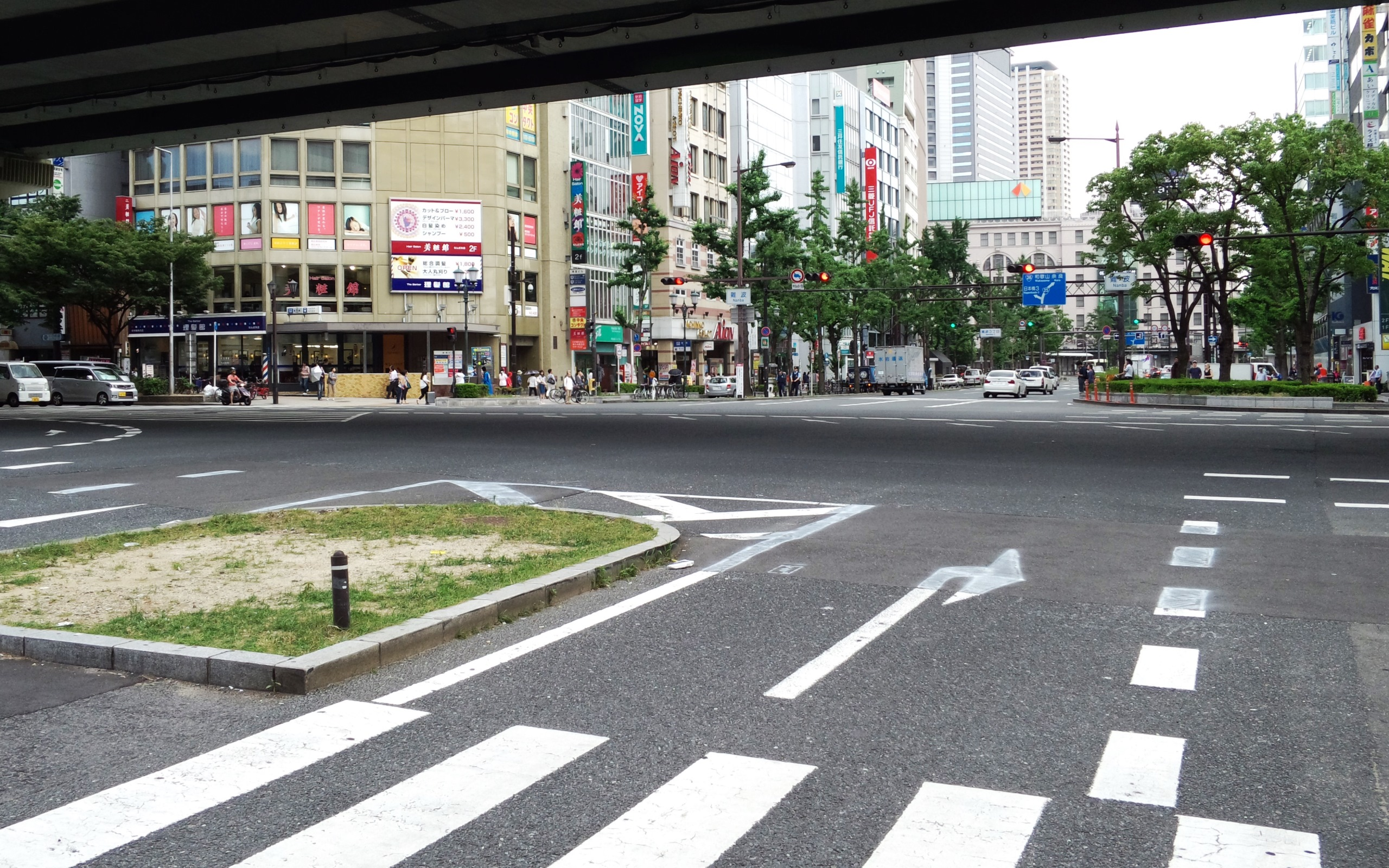
難波交差点
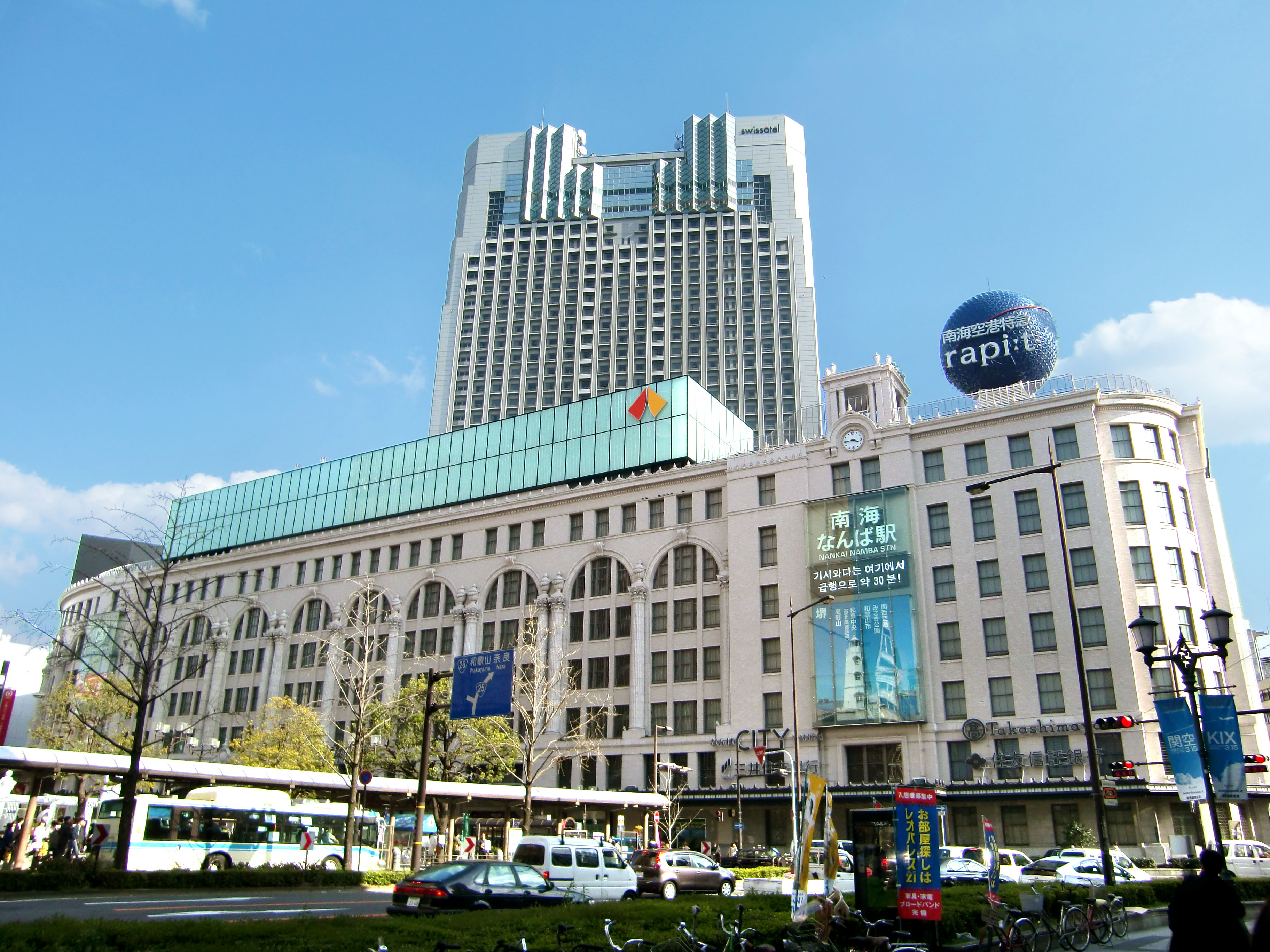
南海ビルディング
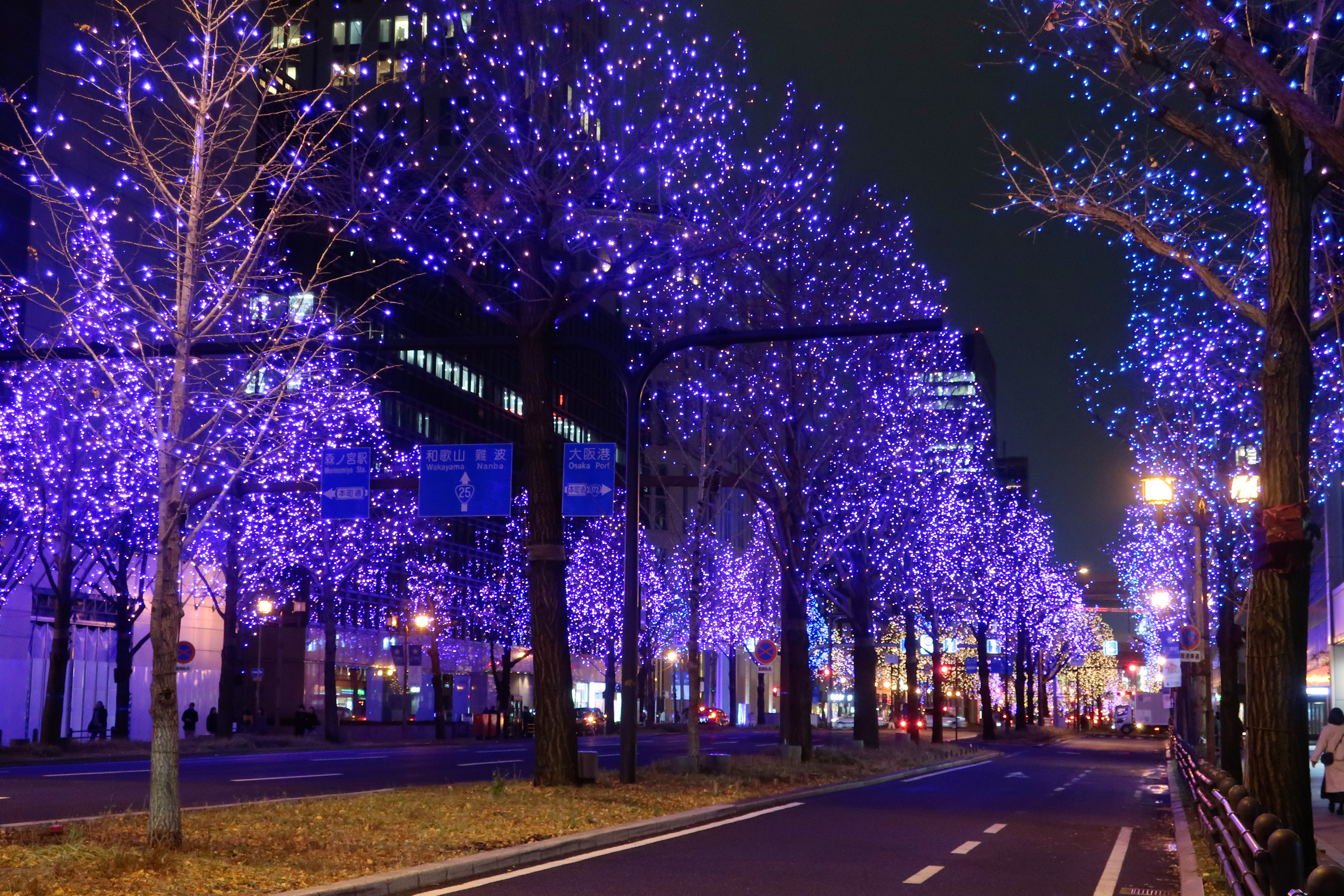
御堂筋イルミネーション（2019年）